# Ars nova

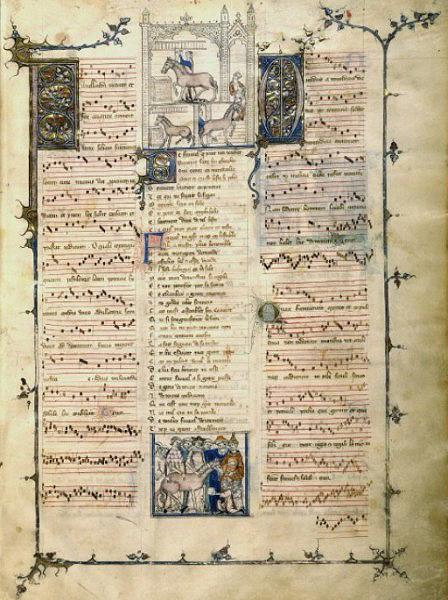
Página do manuscrito iluminado do Romance de Fauvel, c. 1318, possivelmente a mais antiga fonte de música Ars nova. Biblioteca Nacional da França, Paris.

Ars nova (em português:  arte ou técnica nova) foi, estritamente, um novo método de notação musical, ars nova notandi (nova técnica de notação); porém, as grandes facilidades de escrita que o método introduziu propiciaram o desenvolvimento de todo um novo estilo musical, que acabou por receber o mesmo nome, vigorando no século XIV, especialmente na França e na Itália. Em contraposição, a técnica notacional e o estilo do período precedente passaram a ser conhecidos como Ars antiqua (arte antiga). Suas principais distinções formais e estéticas em relação à fase anterior apareceram nos campos rítmico,  harmônico e temático, sendo privilegiados os gêneros de música profana; também foram criadas ou se popularizaram várias estruturas novas de composição, como o moteto e o madrigal.
No terreno da notação propriamente dita aperfeiçoou-se o sistema da pauta, se modificaram desenhos e valores de várias notas e se introduziram diversos símbolos inteiramente novos, provendo para os compositores e intérpretes um instrumento gráfico muito mais flexível e exato para descrever e transmitir os avanços técnicos e os crescentes e sutis refinamentos da música prática. No final do período as inovações receberam ainda maior sofisticação, dando origem à escola chamada Ars subtilior, a arte mais sutil.
Embora dois sistemas principais de notação houvessem emergido nos cerca de 150 anos de prevalência dos princípios da Ars nova, um na França e outro na Itália, o sistema italiano não foi capaz de assegurar uma penetração em larga escala, e logo desapareceu diante da maior eficiência do sistema francês. Tantas mudanças foram o reflexo do criativo e inquisitivo período de transição entre a Idade Média e o Renascimento, quando o universo das primeiras fases da Idade Média, dominado quase monoliticamente pela Igreja Católica, deu lugar a uma sociedade mais laicizada, onde a influência do humanismo, da escolástica, de uma tendência a uma abordagem lógica e racionalista do conhecimento, e do pensamento idealista da civilização clássica greco-romana, ora redivivo, se tornaram forças determinantes em toda sua evolução. O legado dessa fase de intensa atividade e renovação da música foi, na técnica, a sistematização dos componentes essenciais do sistema de notação musical usada hoje em dia e o lançamento das bases da polifonia a várias vozes e da harmonia moderna, e, na estética, a libertação dos compositores de sua dependência das formas eclesiásticas para veicular sua melhor música, possibilitando ainda que suas personalidades criativas individuais ganhassem legitimidade e encontrassem um novo espaço de expressão. Além disso, a Ars nova foi uma inspiração para os compositores do século XX, estimulando pesquisas no terreno rítmico, perceptual, estrutural e harmônico que levaram à revolução de toda a arte musical moderna e também, especificamente, à criação da técnica serial.

## Antecedentes
Ao longo da primeira parte da Idade Média, chamada convencionalmente de Alta Idade Média (476 - c. 1000), a principal forma de música erudita era no gênero sacro, cultivado pela Igreja Católica e tipificado pelo canto gregoriano. Suas fundações repousavam no canto empregado na liturgia judaica, mas logo iniciou uma evolução autônoma influenciada pelas práticas musicais do Império Bizantino e pelas das igrejas cristãs primitivas dos celtas e espanhóis, e especialmente pelo rito galicano da Igreja Católica, mas era grande a variedade de estilos e procedimentos técnicos. Durante séculos não se conseguiu uma unidade musical no Catolicismo, e somente com a reforma da liturgia empreendida pelo papa Gregório Magno se estabeleceu uma uniformização na música sacra, que recebeu o nome de canto gregoriano em sua memória. Contudo, sua transmissão e sistematização eram prejudicadas pela ausência de um sistema eficiente de notação musical. Antes do século IX as notações que se dispunham eram muito esquemáticas, e consistiam em sinais gráficos simples, os neumas, apostos sobre o texto da música como mero auxílio mnemônico para um repertório sonoro que se perpetuava basicamente pela tradição oral. Esses sinais vagos indicavam apenas os contornos gerais da melodia e não podiam assinalar com exatidão a altura das notas nem o padrão rítmico da melodia. Além disso, todo o canto gregoriano é monódico, ou seja, existe uma única linha melódica sem qualquer acompanhamento que é cantada ou por um cantor solista ou em uníssono por todo o coro.
O canto gregoriano tinha um uso em toda a liturgia católica, desde os serviços simples das Horas até a celebração mais importante, a Missa. Para cada serviço divino existia um rito próprio, com cantos especiais - hinos, antífonas, graduais, etc. - mas seu estilo era idêntico. Com o passar do tempo, fixando-se o Ordinário da Missa, a sua parte que é invariável, consolidou-se a "missa" como um gênero musical específico com uma sequência de trechos constante (Kyrie, Gloria, Credo, Sanctus e Agnus Dei), e pela importância da celebração de onde nasceu, também se tornou a forma musical mais prestigiada. Logo os músicos, a fim de enriquecer o ritual, passaram a estabelecer regras definidas para a composição de peças novas de canto gregoriano, o que levou ao ressurgimento formal da composição como arte por direito próprio, depois do seu virtual desaparecimento após a queda do Império Romano, e se aplicaram a escrever novas melodias também para as seções da Missa que variavam de acordo com os dias, chamadas coletivamente de o Próprio da Missa. Assim seções como o aleluia, hinos e antífonas para diversos santos, o Pai Nosso, a Ave Maria, e outras adquiriram um status de gêneros musicais autônomos.

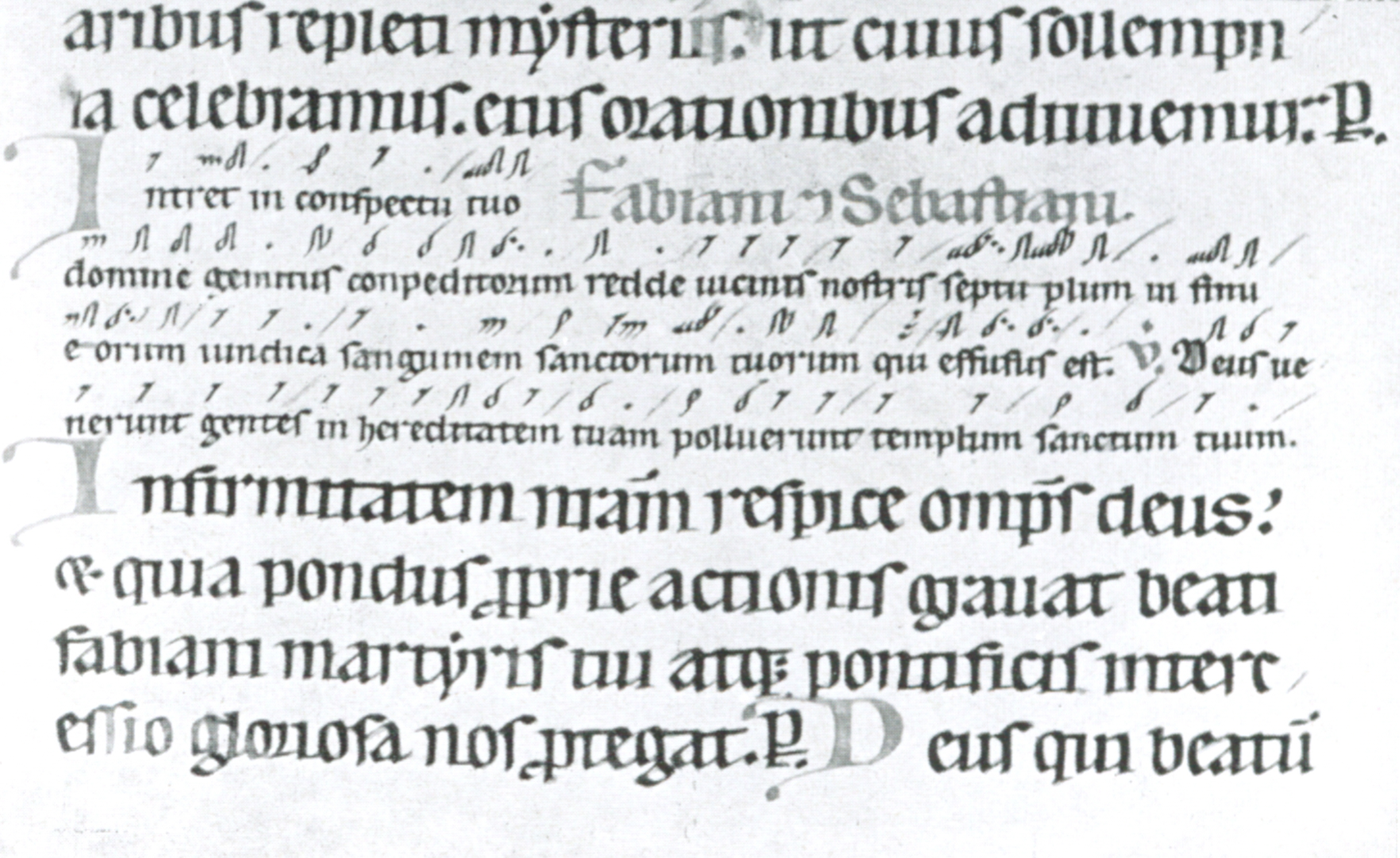
Manuscrito com sistema notacional neumático, no trecho central em letras menores

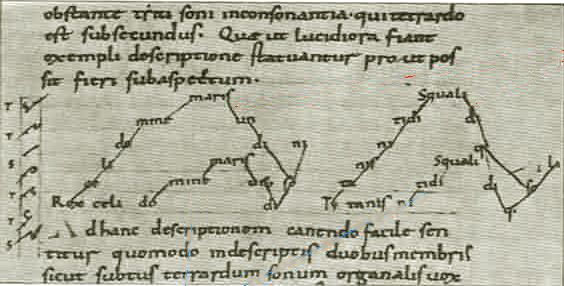
Moteto escrito no sistema notacional dásio

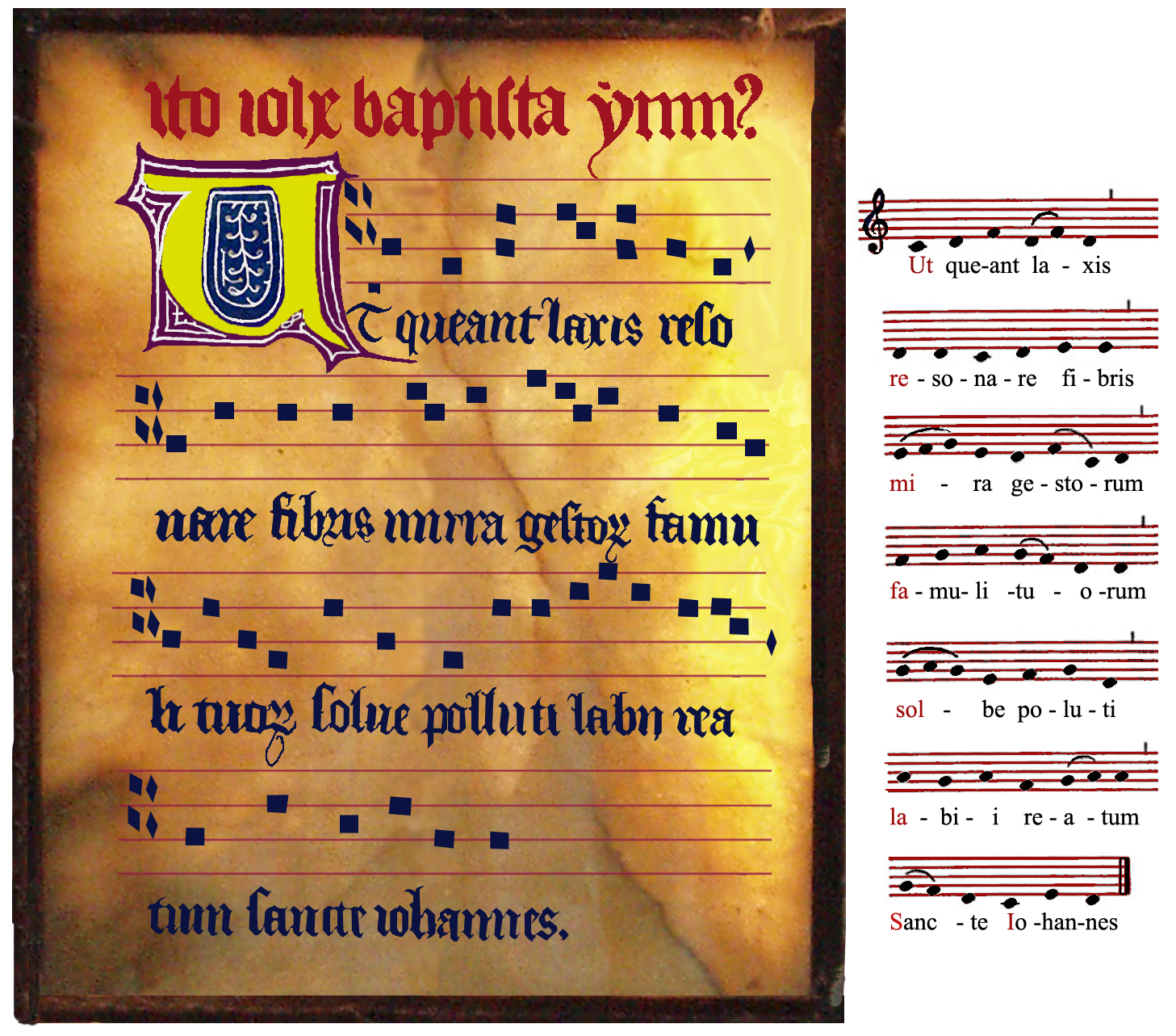
Guido d'Arezzo: hino Ut queant laxis, escrito na pauta inventada por ele, com uma transcrição para notação moderna ao lado

Todas as melodias eclesiásticas gregorianas se encaixam numa das classificações de um sistema organizado em modos, diretamente derivado dos modos gregos, que eram padrões básicos para ordenar as notas dentro de uma escala diatônica. Todos os modos abrangiam apenas uma oitava cada um, e possuíam uma nota de importância central, a dominante, que fornecia uma espécie de centro de gravidade em torno do qual se estruturava a melodia, e uma nota chamada de final, onde necessariamente a melodia deveria encerrar. Os modos se dividiam em dois grupos, quatro sendo considerados autênticos e quatro deles derivados, os plagais ou falsos, que tinham a mesma final mas outra dominante e se desenvolviam dentro de uma oitava diferente. Como exemplo, o primeiro modo autêntico iniciava e terminava suas melodias na nota ré, sua dominante era o lá uma quinta acima e se desenvolvia entre ré e ré. Seu modo derivativo, o primeiro plagal, se desenvolvia na oitava de lá a lá, tinha sua final em ré e sua dominante em fá. A diferença prática mais evidente entre os modos era que a posição relativa dos semitons na escala diatônica variava, o que contribuía para dar a cada modo uma atmosfera sonora especial.
Em algum momento do século IX os compositores deram um passo crucial para o futuro desenvolvimento da música do ocidente introduzindo uma segunda linha melódica ao canto gregoriano. De início essa segunda voz, a vox organalis, imitava a linha original nota a nota, mas sendo cantada no intervalo de uma quarta abaixo da melodia principal, e esta técnica foi chamada de órganon ou organum. Entretanto, os organa iniciavam e terminavam com ambas as linhas em uníssono, de forma que para alcançar o intervalo de quarta e também para terminar a peça era necessário um pequeno movimento não-paralelo, sendo esta a tímida origem do contraponto. Na mesma época apareceu o primeiro tratado de música a sistematizar as inovações, o Musica enchiriadis, cuja autoria é controversa, que logo foi acompanhado de um comentário, o Scolica enchiriadis. O Musica enchiriadis trata da notação musical, valendo-se  de um sistema especial chamado notação dasiana, analisa os modos eclesiásticos e o canto gregoriano e usa uma escala musical inspirada no sistema grego dos tetracordes. Também traz seções sobre intervalos consonantes e dissonantes e dá regras como conduzir o organum. Já o Scolica enchiriadis esclarece as teorias do outro tratado em um longo comentário três vezes mais extenso que seu original, além de enfatizar as relações da música com a matemática e usar o monocórdio para ilustrar as relações intervalares. Ambos os tratados trabalham sobre conceitos musicais que tinham conotações metafísicas a partir do pensamento idealista desenvolvido pelas escolas filosóficas de Pitágoras e Platão, que associavam a beleza, simetria e ordem com as virtudes morais e para quem a estrutura do cosmos estava fundamentada em relações matemáticas que tinham um paralelo nas consonâncias musicais. E a fim de evitar as dissonâncias no organum primitivo, entre elas o "perigoso" trítono, chamado de diabolus in musica (o diabo na música), os tratadistas admitiam alguns pontos de exceção ao paralelismo rigoroso.
No século XI o sistema notacional foi aperfeiçoado pelo monge italiano Guido d'Arezzo em seu tratado Micrologus (c. 1026), cuja teoria suplantou em poucas décadas o sistema impreciso dos neumas e outros semelhantes e deu ao mundo a primeira pauta musical, além de ter batizado as notas com seus nomes modernos. A pauta de Guido possibilitava o reconhecimento da altura exata das notas através de um quadro dividido em linhas horizontais, onde cada nota era colocada em uma posição constante, mas se trouxe um novo senso de exatidão à prática musical, também ocasionou a perda de muitas nuances de afinação microtonal e de notas de passagem que eram usadas com frequência no canto prático. Por outro lado, na mesma época em que Guido revolucionava a escrita da música, mosteiros da França central introduziram outras e importantes inovações, estas no campo da forma e estilo, e com eles a técnica do organum foi levada adiante com a libertação da vox organalis de sua estrita sujeição à linha gregoriana, permitindo-lhe livres elaborações e mesmo que ela passasse para cima da melodia original, recebendo o nome então de superius, superior, que mais tarde deu origem ao termo moderno soprano. Em contrapartida, a voz inferior, por reter a melodia gregoriana original, passou a ser chamada de tenor, de tenere, segurar, em latim, ou de cantus firmus, canto firme ou invariável. Com a flexibilização de seu movimento, a vox organalis seguiu frequentemente um movimento contrário à melodia original, salientando seu caráter contrapontístico - de "ponto contra ponto", ou "nota contra nota" - numa técnica que nesta época era conhecida como discantus e era em larga medida improvisada. Um pouco mais adiante a vox organalis se libertou também da observância do contraponto estrito, embelezando-se com melismas que chegaram a ser bastante extensos, a ponto de o tenor ser obrigado por vezes a sustentar notas por longos períodos de tempo a fim de permitir que o superius terminasse suas ornamentações, alterando assim a estrutura e o ritmo da música.
- Pater noster, em canto gregoriano - gravação ao vivo

- Ave Maria em canto gregoriano - gravação ao vivo

### Ars antiqua

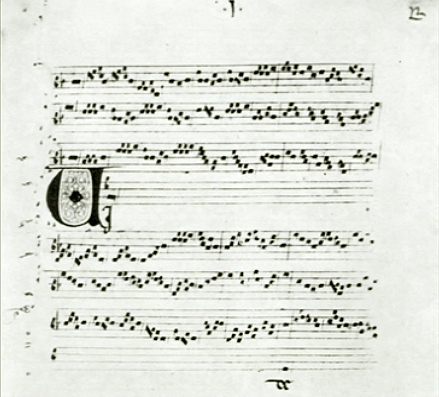
Abertura do organum a 4 vozes Viderunt omnes, de Pérotin. MS Pluteo 29, 1. Biblioteca Medicea Laurenziana, Florença.

Finalmente, esses avanços foram levados a uma primeira culminação na chamada Escola de Notre-Dame, nascida no século XII no ambiente da Catedral de Notre-Dame em Paris, cujos principais mestres foram Léonin e Pérotin. Com eles o organum atingiu um novo patamar de complexidade e refinamento, tornando-se composições de grandes proporções e produzindo um efeito de impactante opulência sonora, já capazes de veicular uma verdadeira originalidade criativa individual e expressar sentimentos de intenso misticismo. Léonin trabalhou ainda principalmente a duas vozes, mas Pérotin expandiu a técnica do organum para incorporar uma terceira e às vezes uma quarta voz, e ampliando as ornamentações das vozes superiores de modo a na prática obliterar a percepção da melodia gregoriana do tenor, fazendo com que suas notas se prolongassem desmedidamente e funcionassem mais como pontos de pedal. A atenção maior da música nesta fase se dirigia, assim, para os ricos diálogos entre as vozes superiores, que já podem ser caracterizados como uma polifonia plena, além de suas complexas relações intervalares serem a base da moderna noção de harmonia. Ademais, com a interpolação de textos e melodias heteróclitos nas composições preexistentes, se deu nascimento ao moteto polifônico, uma forma que rapidamente adquiriu popularidade. Esse novo estilo foi o que mais tarde se denominou Ars antiqua ou Ars vetus (arte antiga), a base imediata para os desenvolvimentos ulteriores da Ars nova ou Ars modernorum (arte nova ou moderna). O corpo conceitual da Ars antiqua continuava adotando os princípios matemático-morais da filosofia clássica pagã, ora cristianizada, e nele o número três era especialmente privilegiado, por suas associações com a Santíssima Trindade. Daí derivou a preferência absoluta dos compositores da Ars antiqua por tempos e ritmos ternários, que se organizavam nos chamados modos rítmicos, inspirados nos metros da poesia e que se dividiam em seis padrões básicos que, contudo, podiam ser variados em três ordens cada um.
- Pérotin - organum Quid tu vides (versão instrumental midi)

- Pérotin - seção do moteto Sederunt principes (versão instrumental midi)

- Uma excelente gravação do organum de Pérotin Viderunt omnes pelo Hilliard Ensemble está disponível aqui

## Contexto e visão geral
A transição do século XIII para o século XIV viu uma rápida evolução na maneira de compor música erudita, com o aparecimento de formas novas e mais sofisticadas e uma progressiva e marcada tendência à secularização, a ponto de com poucas exceções toda a melhor música desse período foi profana. Parte dessa tendência se explica pelo relativo descrédito em que caiu a Igreja Católica, envilecida por seu envolvimento com as coisas do mundo e por fim submetida ao poder temporal do rei da França, que obrigou o papado a transferir sua sede de Roma para Avinhão e fez dos papas na prática seus vassalos, além de ter perseguido e desestruturado a até então poderosa Ordem dos Templários. Também contribuiu o fato de que a sociedade laica se afirmava em vista do crescimento do comércio e da crescente sofisticação das cortes principescas, que se tornavam centros de moda e cultura. O reflexo disso na música foi a popularização do moteto com texto profano como o campo experimental por excelência da música erudita, expandindo suas dimensões para obras de grande envergadura.
No fim do século XIII o ritmo binário já se percebia latente dentro do uso onipresente dos ritmos ternários, mas aquele só podia ser obtido por meios indiretos. Como o impulso para a adoção de ritmos alternativos e mais complexos crescia, se fez necessária a invenção de novos métodos de notação, que detalharam o sistema sintético de Guido d'Arezzo. A história dessa evolução é reconstituída precariamente, pela escassez de fontes. O primeiro tratado abrangente sobre notação, posterior a ensaios sumários como o anônimo Discantus positio vulgaris, de c. 1230, foi o De mensurabili musica, de Johannes de Garlândia, escrito possivelmente em torno de 1240, e praticamente todas as experimentações anteriores nesse campo permanecem não documentadas, embora o tratado de Garlândia certamente tenha usado referências mais antigas. Somente no fim do século XIII surgiu outra obra de vulto, o tratado Ars cantus mensurabilis de Franco de Colônia, um trabalho muito mais sistemático e lógico do que o de Garlândia, e que expandiu as possibilidades da notação rítmica para muito além do imaginado pelo seu antecessor, dando origem ao nome Notação Franconiana como foi conhecido o seu sistema. Apesar de seu mérito intrínseco e sua ampla divulgação, não sobrevive nenhum exemplo musical que obedeça às regras que ele propôs, e os tratados posteriores a ele se preocuparam mais em adaptar seu sistema altamente idealista às necessidades da música prática.

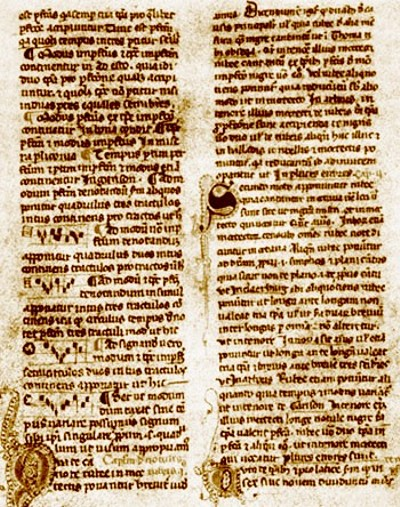
Página do tratado de Vitry

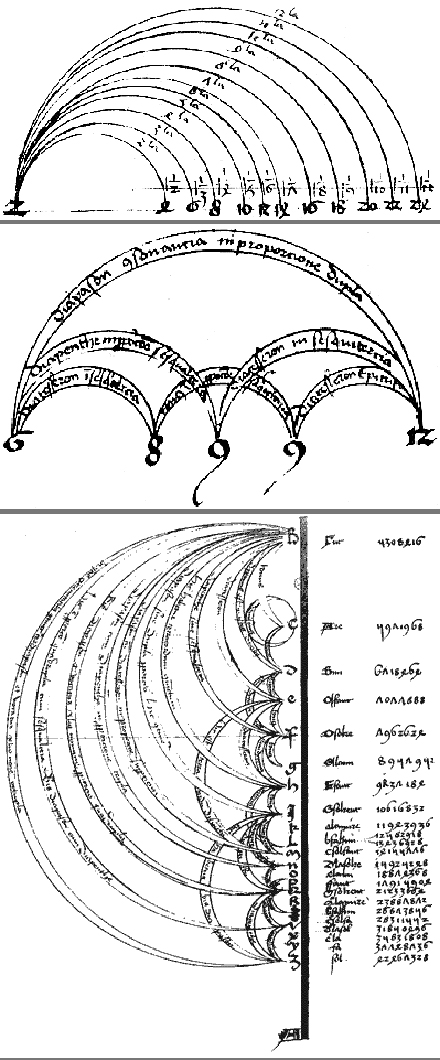
Esquemas proporcionais no tratado Libellus cantus mesurabilis, de Johannes de Muris

No início do século XIV diversos compositores e teóricos franceses já começavam a expandir os sistema Franconiano criando novos valores para as notas e introduzindo os ritmos binários, cujos metros podiam ser combinados de uma grande variedade de formas. A mais antiga fonte importante de informação sobre as práticas da Ars nova foi o tratado do astrônomo, matemático e teórico musical Johannes de Muris Notitia artis musicae, de c.1319, em dois volumes, tratando da geração do som, das proporções, da história da música, da indivisibilidade das notas básicas, da equivalência entre ritmos binários e ternários, do gamut e da teoria mensural, dividindo os tempos padrão em quatro graus. O termo específico Ars nova apareceu pela primeira vez publicado no tratado Ars Nova Musicae, escrito em torno de 1320 por Philippe de Vitry, também em dois volumes, em parte uma glosa do trabalho Plana musica de Garlândia, tratando dos intervalos, gêneros, proporções, monocórdio, notação, solmização, musica ficta e da notação mensural mais moderna de sua época, defendendo a adoção livre do ritmo binário, descrevendo a isorritmia, codificando os modos rítmicos e estabelecendo a mínima como unidade de medida básica, em valores de hoje algo entre a colcheia e a semicolcheia. A maioria das fontes posteriores referem Vitry como o inventor do sistema Ars nova, e ele foi possivelmente o seu mais ativo defensor, mas segundo Thomas Christensen o mais importante e influente compêndio de teoria Ars nova foi escrito por Muris em torno de 1340-1350, intitulado Libellus cantus mensurabilis, que permaneceu como a principal obra de referência teórica até o século XV. Entretanto, a atribuição da autoria dessas obras é controversa, há confusão com a existência de dois Johannes de Muris, um trabalhando em Oxford e outro em Paris, e já se sugeriu que a própria obra de Vitry foi uma produção do segundo Muris. Mais ou menos ao mesmo tempo, na Itália trabalhava o compositor e teórico Marchetto de Pádua, que em data ainda incerta escreveu seus influentes tratados Lucidarium in arte musice plane e Pomerium in arte musice mensurate (possivelmente entre 1310 e 1326), abordando os cromatismos, notação, história da música, canto gregoriano, ritmos, consonâncias e dissonâncias, afinação, modos, técnicas permutativas e escrita polifônica, introduzindo vários conceitos originais em relação aos franceses e fundando a escola italiana da Ars nova.
Com eles se iniciou uma fase de aguda ênfase nos processos rítmicos e notacionais baseados nas proporções matemáticas, e a partir de números simples intercambiados ora se podia criar uma imensa quantidade de efeitos práticos inauditos, o que não surpreende se sabemos que a música nessa época fazia parte do quadrivium lado a lado com a aritmética, a geometria e a astronomia, e a maioria dos tratadistas da música do século XIV tinha sólida formação matemática. Foram eles que, antes dos matemáticos profissionais, lançaram os fundamentos da teoria da multiplicação continuada de números inteiros e fracionais por eles mesmos, sistematizada somente mais tarde pelo matemático Nicole d'Oresme, ele próprio também um musicólogo. Outro fator que levou a música a sucumbir a tal detalhamento e matematização foi que toda a atmosfera intelectual do século XIV primou pela sutileza conceitual das distinções racionalistas em todos os campos do saber. Foi a era de ouro da escolástica e da lógica, e o surgimento de um novo corpo de conhecimento pan-europeu proporcionou a unificação das linguagens e terminologias científicas e intelectuais, com o resultado de se poder fundar uma nova metodologia educativa nas universidades, lançar novos princípios formais e elaborar sistemas descritivos e normativos para todas as artes liberais com um rigor, sofisticação, detalhamento e elegância estética enormes. As consequências dessa tendência para a música foram revolucionárias, com seus sinais evidentes nas novas e complexas propostas notacionais. Não apenas os ritmos e tempos foram trabalhados extensivamente, mas também se operou uma profunda mudança nas próprias formas e duração das notas, sentindo-se os compositores livres para subdividir a unidade básica à sua vontade, surgindo uma verdadeira explosão de novas figuras, compendiadas no Tractatus figurarum, atribuído sem muita certeza a Philippus de Caserta ou a Aegidius de Murino. Para tornar a descrição do progresso da Ars nova notandi ainda mais complexa, é conhecido que ao longo de todo o século XIV até para dentro do século XV, permaneceram em uso, ao lado dos novos, sistemas mais antigos, e existem evidências para acreditar que mesmo em datas recuadas os sistemas de notação eram lidos na prática de forma muito mais flexível do que se supõe usualmente. Ao mesmo tempo, não parece ter havido uma discriminação de hierarquia valorativa entre todos os sistemas usados, mas simplesmente eram vistos como formas alternativas de escrever música.
Pode parecer que as composições resultantes desses esquemas estruturais pré-concebidos fossem obras áridas, mas a combinação engenhosa de vários modos rítmicos na mesma peça e o nascimento de um novo e mais fluente senso melódico e uma noção incipiente de harmonia como hoje a conhecemos, nas mãos de mestres como Vitry, Guillaume de Machaut e outros, produziram composições ao mesmo tempo altamente intelectualizadas e também poéticas. Mesmo assim, segundo Hindley, aparentemente o caráter intelectual acabou por prevalecer tanto na obra de Vitry como na de toda a primeira geração Ars nova, e somente com a produção de Machaut, a maior figura de todo o período, pôde emergir de fato um verdadeiro lirismo de todas essas elucubrações matemáticas que permeavam a arte de compor. A forte índole racionalista e secular da música Ars nova, junto com uma maior preocupação de criar uma música mais individual e próxima da natureza dos sentimentos, a despeito das complexidades rítmicas, a tornam, pois, o elo de ligação entre a música medieval e a música renascentista, tanto mais que suas inovações não se deveram somente aos franceses, mas também aos italianos, cujo Renascimento cultural se iniciou exatamente nesta época e se desenvolvia dentro de um contexto eminentemente urbano, cortesão e intelectualizado, onde a influência da filosofia clássica era marcada. No contexto italiano o florescimento de uma nova poesia, o dolce stil nouvo (o doce estilo novo), com seus líderes em Dante Alighieri e Petrarca, também deu ímpeto à criação de uma nova estética musical, e os textos de ambos foram muitas vezes postos em música. Os italianos deram grande contribuição adicional ampliando o espectro de formas, cultivando a ballata, a caccia e sobretudo o madrigal, aplicando-lhes os princípios da Ars nova com um senso de tonalidade muito mais pronunciado e um melodismo mais rico que seus correspondentes franceses. Também cultivaram a canção solo com acompanhamento polifônico instrumental que chegou aos limites do virtuosismo, ao mesmo tempo em que a chanson francesa ganhava corpo junto com o aparecimento das "formas fixas" do rondeau e do lai. Todas essas formas musicais profanas se unificavam no gosto pelos ritmos vivazes e engenhosos, nos tempos rápidos e nas refinadas figurações ornamentais, e sua estética contaminava até a música sacra, desencadeando desde logo uma previsível reação. Já em 1322 o papa João XXII lançara uma proclamação condenando os excessos, e em 1324 voltou à carga com a bula De vita et honestate clericorum (também conhecida como Docta sanctorum patrum) banindo todas as inovações da Ars nova do ambiente eclesiástico, produzindo o resultado natural de que a música mais investigativa e criativa do século XIV fosse produzida quase em sua totalidade fora da Igreja. É de interesse transcrever trechos do documento pois através de sua condenação ele traça um sumário das práticas da Ars nova:

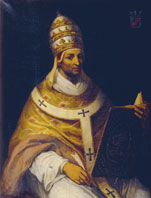
Papa João XXII

"A competente autoridade dos Padres decretou que, ao se cantar os ofícios do louvor divino através dos quais se presta a devida homenagem a Deus, devemos evitar cuidadosamente a violência às palavras, mas devemos cantar, com modéstia e gravidade, melodias de um caráter calmo e pacífico. Pois está escrito: de seus lábios saíram palavras doces. Mas os sons são verdadeiramente doces quando o cantor, quando fala a Deus em palavras, lhe fala também com seu coração, e assim, através de suas canções, desperta a devoção em outros… Mas certos expoentes de uma nova escola, que pensam apenas nas leis do tempo medido, estão compondo novas melodias de sua própria criação com um novo sistema de notas, que preferem à música antiga e tradicional; as melodias da Igreja são cantadas em semibreves e mínimas e com notas de passagem. Mas alguns quebram suas melodias em hoquetus ou as privam de sua virilidade com discanti, tripla, motectus, com um elemento perigoso produzido por certas partes cantando textos em vernáculo; tudo isso são abusos que têm levado ao descrédito as melodias básicas do Antifonário e do Gradual; esses compositores, não sabendo nada das verdadeiras fundações sobre as quais constróem, ignoram os Modos, são incapazes de distinguir entre eles, e causam grande confusão. O número de notas nessas composições esconde a melodia do canto gregoriano e seus simples e bem regulados movimentos que indicam o caráter do Modo. Esses músicos correm sem descanso, intoxicam o ouvido sem satisfazê-lo, dramatizam o texto com gestos e, em vez de promover a devoção, a subvertem criando uma atmosfera sensual e artificiosa. Assim disse Boécio, com boas razões: Uma pessoa que é intrinsecamente sensual se deliciará ouvindo essas melodias indecentes, e quem as ouve com frequência será enfraquecido e perderá a virilidade de sua alma… Contudo, não pretendemos proibir o uso ocasional - principalmente nas festas solenes da Missa e do Ofício Divino - de certos intervalos consonantes superpostos ao canto eclesiástico simples, desde que estas harmonias estejam no espírito e caráter das melodias que ornamentam, como, por exemplo, as consonâncias de oitava, de quinta, de quarta e outras dessa natureza; mas sempre sob a condição de que as melodias originais permaneçam intactas na pura inteireza de sua forma…"
Do seu ponto de vista ele tinha razão para dizer isso, pois em sua época a música eclesiástica havia absorvido inúmeras melodias profanas de dança e um pouco mais tarde os motetos sacros chegaram mesmo a usar textos paralelos de caráter erótico. E o seu protesto não foi isolado, houve outros críticos do novo sistema, dos quais o mais importante foi Jacques de Liège, defendendo em linhas gerais os mesmos argumentos da Igreja. A confusão que eles encontravam na música Ars nova se devia tanto ao abandono das relações clássicas entre matemática, música e ética, quebrando o conceito de música como reflexo da harmonia cósmica, mas também ao uso de ritmos e modos irregulares, como ficou explícito acima, e textos diferentes para cada voz, às vezes até em línguas diferentes, a serem cantados ao mesmo tempo, prejudicando seriamente a inteligibilidade da mensagem verbal. Contudo, a admissão pelo papa de certos intervalos consonantes e de uma polifonia simples era um reconhecimento tácito da força com que as mudanças se processavam, uma força que se revelou irresistível, a ponto de sua proibição cair no vazio quando logo em seguida outro papa, Clemente VI, sem qualquer prurido de consciência em torno de 1342 começou a recrutar os melhores cantores de seu tempo para a própria capela papal em Avinhão e autorizou o canto polifônico do Ordinário, e quando chegou o fim do século a missa polifônica se tornara o mais importante gênero de música sacra, suplantando o próprio canto gregoriano.
Segundo Lawrence Earp, a Ars nova atingiu seu apogeu em torno de 1350, com o amadurecimento das "formas fixas" das canções polifônicas através da obra de Guillaume de Machaut e Pierre des Molins, com a consolidação do moteto isorrítmico por Philippe de Vitry, Machaut e outros, e com a sumarização das novidades teóricas na obra Libellus cantus mesurabilis de Johannes de Muris. Duas décadas depois o estilo foi ainda mais sofisticado por compositores ativos especialmente no sul da França, em torno da corte papal de Avinhão, nas cortes de Gastão III Febo e João I de Aragão, e em alguns pontos da Itália como Verona, Milão e Florença, formando a escola chamada Ars subtilior, que vai ser descrita mais adiante.

## Relações harmônicas e rítmicas
Para compreendermos o sistema harmônico Ars nova é preciso remontar ao tempo da Grécia Antiga. Segundo a tradição, Pitágoras, no século VI a.C., pela primeira vez descreveu os intervalos musicais tidos como consonantes através da matemática. Usando relações aritméticas entre os quatro primeiros números inteiros junto com experimentos práticos, definiu o intervalo consonante de oitava como aquele obtido dividindo-se uma corda sonante de doze unidades de comprimento, que gerava a nota básica, em duas partes de igual extensão, com seis unidades, dando a proporção de 1:2. Limitando uma extensão de quatro unidades (1:3), obtinha-se o intervalo de uma oitava mais uma quinta, e com um comprimento de três unidades (1:4), o resultado era duas oitavas acima da nota básica. Todas essas proporções, 1:2, 1:3 e 1:4, geravam intervalos consonantes de acordo com a percepção da época. Outros intervalos consonantes podiam surgir com a inter-relação dessas proporções iniciais - 2:3 e 3:4 - que geravam os intervalos de quinta e quarta, respectivamente. Além disso, Pitágoras percebeu que 1+2+3+4=10, e que 10 unidades podiam ser representadas graficamente através de 10 pontos equidistantes dentro de um triângulo equilátero com quatro unidades de lado, uma figura chamada de tetraktys, que era imbuída de especial significado místico, contendo em si todas as relações consonantes, sendo considerada por isso um símbolo da perfeição. Mas em certo momento Pitágoras e seus seguidores abandonaram o experimentalismo, desconfiando que os sentidos humanos, uma vez que variavam de indivíduo para indivíduo, não poderiam dar acesso à Verdade, e passaram a investigar a música somente através da matemática, um instrumento ideal de pesquisa que o aparato sensorial humano não era capaz de igualar; com isso o experimentalismo se tornava irrelevante, e a música deixava o território da arte e se tornava um domínio das ciências exatas, tornando-se passível de normatização rigorosa.

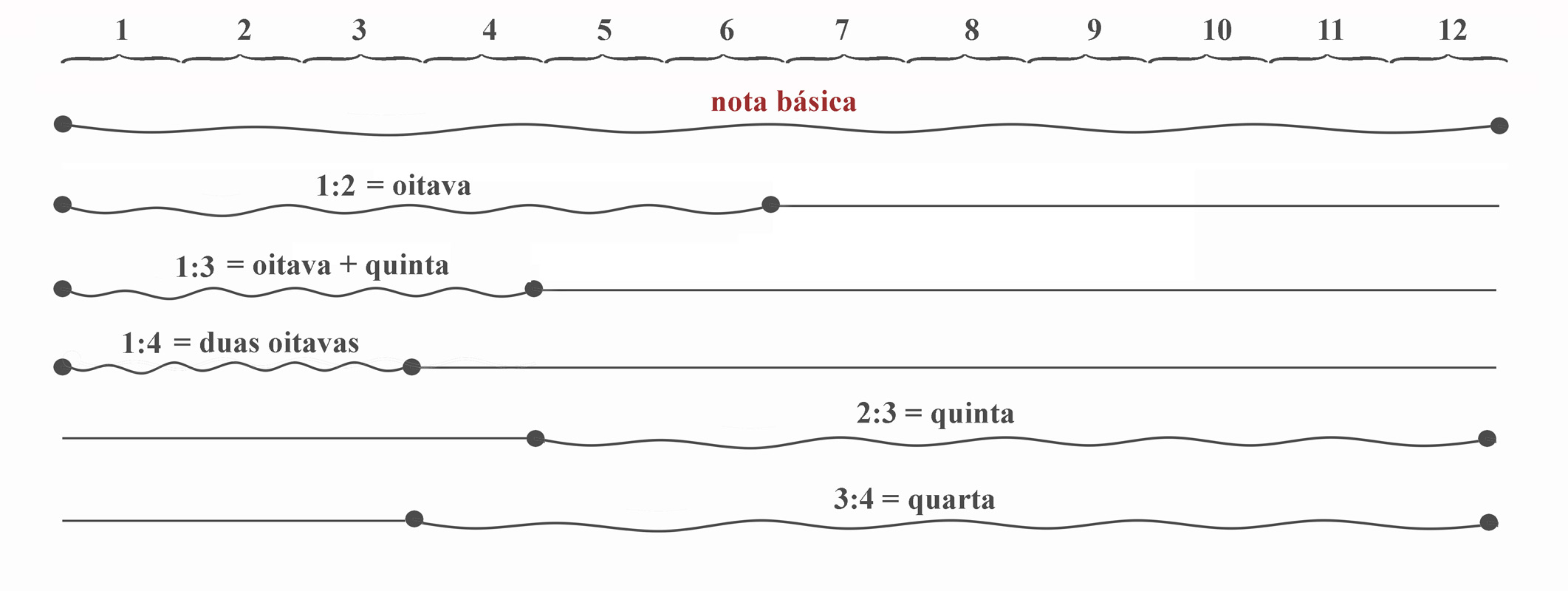
Relações intervalares baseadas na teoria de Pitágoras

Também se credita a ele a origem da teoria da música das esferas, que declarava que a música humana era um reflexo da música produzida pelo movimento dos corpos celestes. Aristóteles descreveu mais tarde esse conceito, dizendo que
"o movimento dos corpos de dimensões astronômicas deve produzir som, uma vez que na terra corpos muito menores em movimento produzem este efeito. Ainda, quando o sol e a lua e as estrelas, tão grandes em número e tamanho, se movem, como se diz, com um movimento rápido, como não produziriam um som proporcionalmente grande? A partir deste argumento, e da observação de que suas velocidades, medidas pelas suas distâncias, estão na mesma proporção que as consonâncias musicais, eles dizem que o som produzido pelo movimento circular dos astros é uma harmonia".
Essa teoria era atraente por que ao mesmo tempo explicava a origem da música humana - um reflexo da harmonia divina, a potência pela qual o mundo fora criado - e dava uma razão pela qual o ouvido experimentava certos intervalos como consonantes e outros como dissonantes, estando estes fora do esquema celeste. Intimamente ligado aos conceitos de harmonia e movimento estava o de ritmo, que representa o impulso que estabelece padrões organizados e estrutura desde o cosmos até as relações sociais e ciclos vitais. Assim, toda a descrição do universo na escola pitagórica estava fundamentada no número e nos elementos da música, e o princípio da harmonia adquiriu fortes conotações éticas, sendo o alicerce de todo o classicismo. No século V a.C. os músicos práticos já haviam estabelecido escalas musicais derivadas das consonâncias encontradas no modelo do tetraktys, resultando nos modos gregos. Eles definiram também outros intervalos através de combinações ulteriores sobre o esquema básico. Além dos músicos outros filósofos expandiram os princípios pitagóricos para a explicação do mundo físico e do mundo espiritual, como Platão e Aristóteles. Em suma, a música era muito mais do que uma arte, era uma forma de se conhecer o plano divino para o mundo e um meio de elevar as almas até a contemplação da Verdade. E mais do a música, a matemática pitagórica influenciou também a literatura na definição da métrica e da rítmica poética, tendo uma influência igualmente vasta sobre a escultura, a pintura e a arquitetura ao longo de muitos séculos à frente.
Esses conceitos perduraram até o fim da civilização helenística, e foram absorvidos pelos primeiros pensadores cristãos. São Jerônimo, parafraseando Pitágoras, disse que a harmonia do mundo e a ordem e concórdia de todas as criaturas produziam uma canção espiritual. Para Santo Agostinho, as proporções matemáticas se encontravam em todas as manifestações da Beleza, e Boécio deixou escritos onde detalhou exaustivamente o sistema pitagórico. Dessa forma, no mundo cristão a música continuou sendo vista como o Número sonorizado e como uma proclamação do Logos, a Palavra divina. Nos séculos IX e X, quando iniciaram as primeiras tentativas de canto litúrgico a duas vozes, os intervalos de oitava, quinta e quarta continuavam sendo os únicos a serem considerados consonantes, mas sob a influência das escolas inglesa e lombarda algumas notas de passagem e ornamentos podiam eventualmente cair fora desses intervalos, como a segunda maior e a terça maior. No século XI o sistema foi tornado ainda mais rigoroso, com o declínio da quarta como consonância, e chegando nos séculos XII-XIII a influência da filosofia pitagórica conheceu uma nova expansão através da obra dos membros da Escola de Notre-Dame, da Ars antiqua, quando as proporções matemáticas foram aplicadas consistentemente à definição do ritmo musical de maneira independente da métrica poética, como uma dimensão autônoma da arte musical sujeita a regras proporcionais e requerendo uma coordenação exata com os tempos da música, até então concebidos de uma forma bastante elástica e imprecisa.

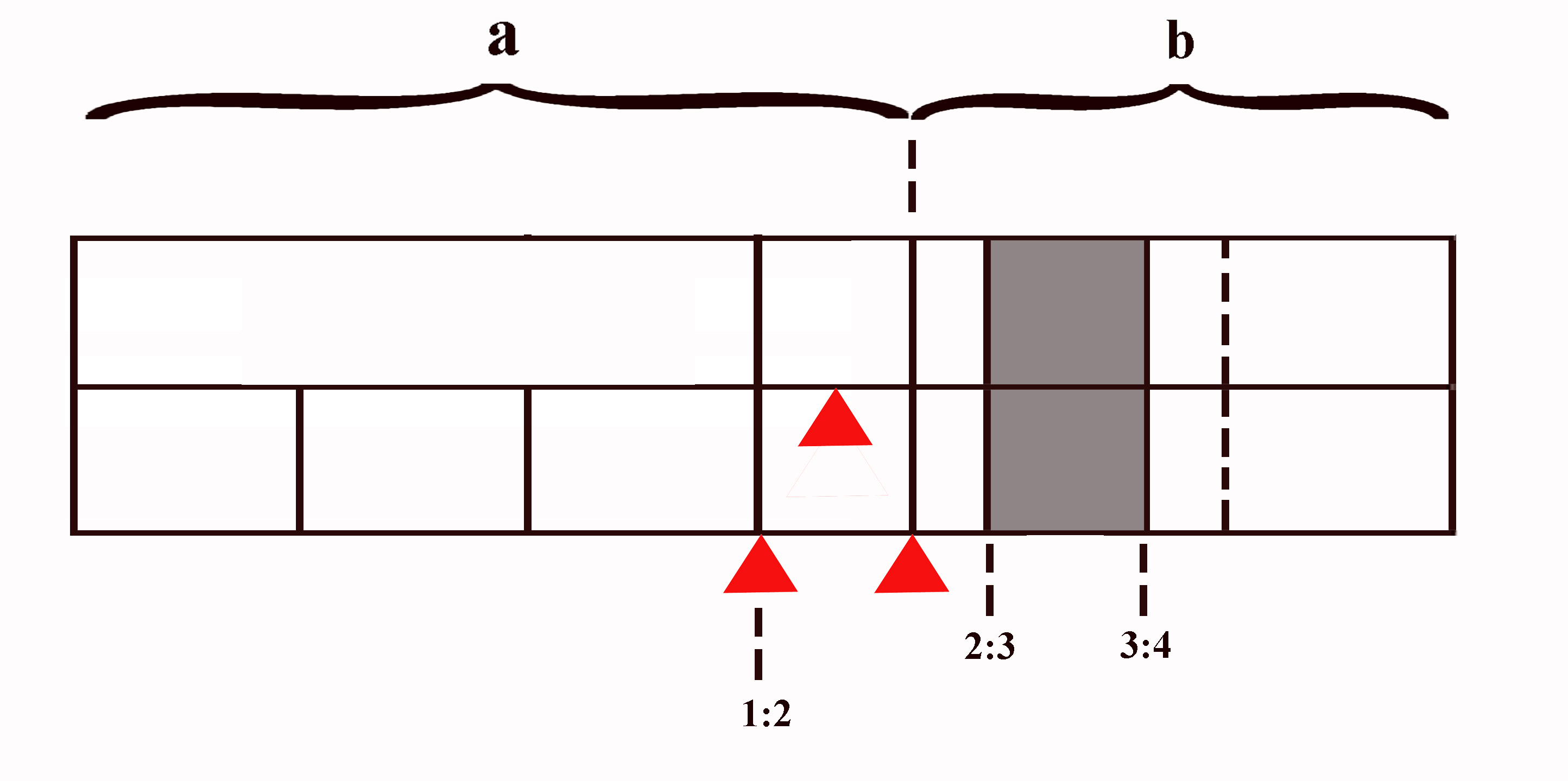
Análise estrutural do moteto a três vozes Entre Copin-Je me cuidoie-Bele Ysabelos, a partir da oferecida pelo pesquisador Manuel Ferreira.

Em meados do século XIII, em um comentário dos Elementos de Euclides escrito por Campano da Novara, a aritmética foi submetida à geometria, a qual, por tratar de planos contínuos no espaço, admitia não só proporções racionais mas também irracionais. A consequência disso para a música foi que a libertou da necessidade de conceber o tempo musical como uma adição sucessiva de unidades de tempo invariáveis, e introduziu na concepção rítmica o uso de uma proporção específica, a Seção áurea, onde o termo menor está para o maior assim como o termo total está para a soma dos termos maior e menor - a:b::b:(a+b), uma proporção também carregada de significados místicos e teológicos. Segundo Ferreira, quando o moteto, já no século XIV, assumiu a posição de forma musical mais importante, passou a ser concebido como um todo temporal dividido em partes congruentes, tentando-se capturar em sua organização temporal tanto a tradição pitagórica racional como esta proporção irracional tão significativa. Ambas foram usadas para se determinar a posição relativa de módulos temáticos e rítmicos, de intervalos especialmente marcantes, de divisões formais, de palavras importantes, de deslocamentos rítmicos e de vários outros elementos musicais que deviam chamar uma atenção maior. A ilustração acima traz uma análise estrutural de um moteto anônimo. Os triângulos vermelhos assinalam as três aparições da palavra Deus, entre a metade exata e o ponto da Seção áurea. A área sombreada  assinala um trecho na técnica do hoquetus, com alternâncias rápidas de fragmentos melódicos entre as vozes, e ocupa o espaço que, no limite anterior, reflete o intervalo de quinta (2:3), e no limite posterior, o de quarta (3:4). O espaço correspondente ao intervalo de oitava, 1:2, a metade exata da estrutura, é o ponto da primeira aparição da palavra Deus. As três palavras Deus aparecem, finalmente, em pontos que formam um triângulo, um símbolo da Santíssima Trindade. Outro exemplo típico é encontrado no moteto de Vitry Firmissime-Adesto-Alleluia, que trata da Santíssima Trindade. O ponto da Seção áurea cai exatamente quando são ditas as palavras personis tribus (três pessoas). O tenor está construído de forma que a primeira exposição da melodia ocupa três vezes o tempo da segunda exposição, e a mesma proporção de 3:1 se aplica entre suas respectivas divisões rítmicas.

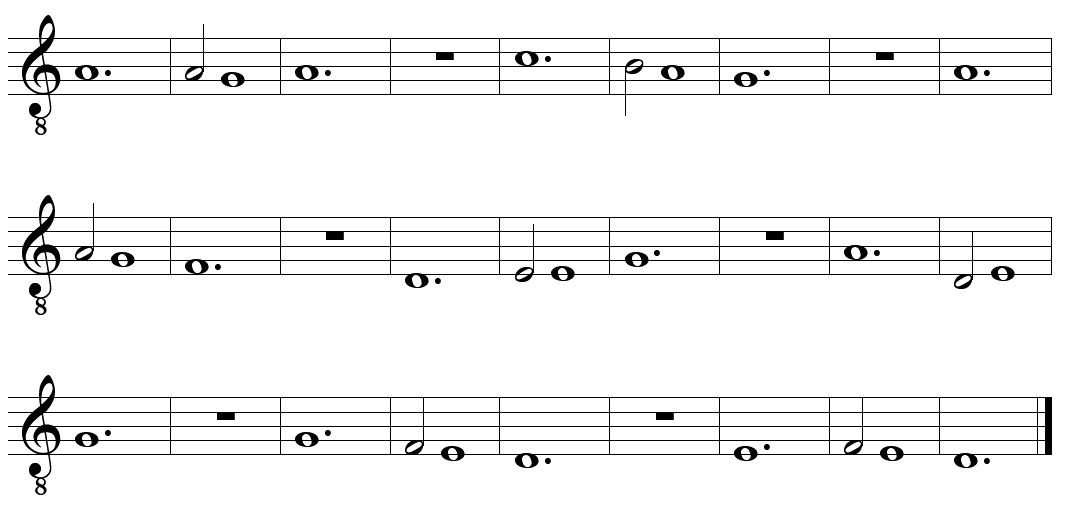
Fragmento do Kyrie isorrítmico da Messe de Nostre Dame de Machaut. Uma color de 28 notas é construída com uma talea de quatro notas que se repetem sete vezes

Nesses esquemas rítmicos foi de especial importância o isorritmo, uma evolução do sistema dos modos rítmicos que combina uma sequência de notas com um padrão rítmico fixo, donde seu nome, de iso, igual. Cada célula rítmica era chamada de talea, e ao se repetirem em várias combinações as taleae formavam uma melodia definida, chamada de color, a qual por sua vez podia ser usada como uma macrocélula a ser repetida em outras combinações. Philippe de Vitry e Guillaume de Machaut foram grandes popularizadores da técnica. A talea, nas primeiras composições isorrítmicas, era usualmente uma pequena sequência de poucas notas, correspondendo, normalmente, a um modo rítmico. No decorrer do século XIV as taleae se tornaram muito mais longas e elaboradas e foram usadas para estruturar obras de dimensões muito maiores, onde cada color constituía uma seção estrutural substancial da composição, medindo vários compassos. Por volta de 1400 a técnica de diminuição no moteto tornou-se comum: uma longa color do tenor era repetida várias vezes de acordo com diferentes regras de mensuração, tornando o tempo de sua execução cada vez mais rápido, de forma proporcional.
Ainda que de modo geral o sistema de consonâncias e dissonâncias durante a Ars nova tenha permanecido em essência o mesmo das primeiras fases da Idade Média, houve alguma mudança no sentido de uma maior definição do senso de tonalidade, afastando-se progressivamente do sistema modal, mas é preciso advertir que a música Ars nova não é "harmônica" no sentido em que hoje se concebe o termo, e sua harmonia deriva mais da coincidência entre as notas das linhas polifônicas horizontais do que de uma organização intencional em acordes verticais e progressões tonais. A causa deste fenômeno foi a multiplicação das vozes polifônicas, com a consequência de aparecerem simultaneidades de três notas diferentes, as tríades, com mais frequência. Contudo, ainda permanecia em uso os intervalos de consonâncias perfeitas derivadas da filosofia pitagórica. Isso não impedia que se usassem outros intervalos, dissonantes, aliás estes apareceram muito na Ars antiqua em notas de passagem, muitas vezes dissonâncias duras como o intervalo de segunda menor e nona, mas eram sempre resolvidas em consonâncias. Na Ars nova o uso de dissonâncias duras foi minimizado, e apareciam de preferência em posições rítmicas fracas. Quanto aos intervalos de quarta, sexta e terça, às vezes eram considerados consonantes e às vezes dissonantes, dependendo de como surgiam na peça, mas mesmo quando tinham uma função de consonância ele não eram considerados perfeitos.

## Notação

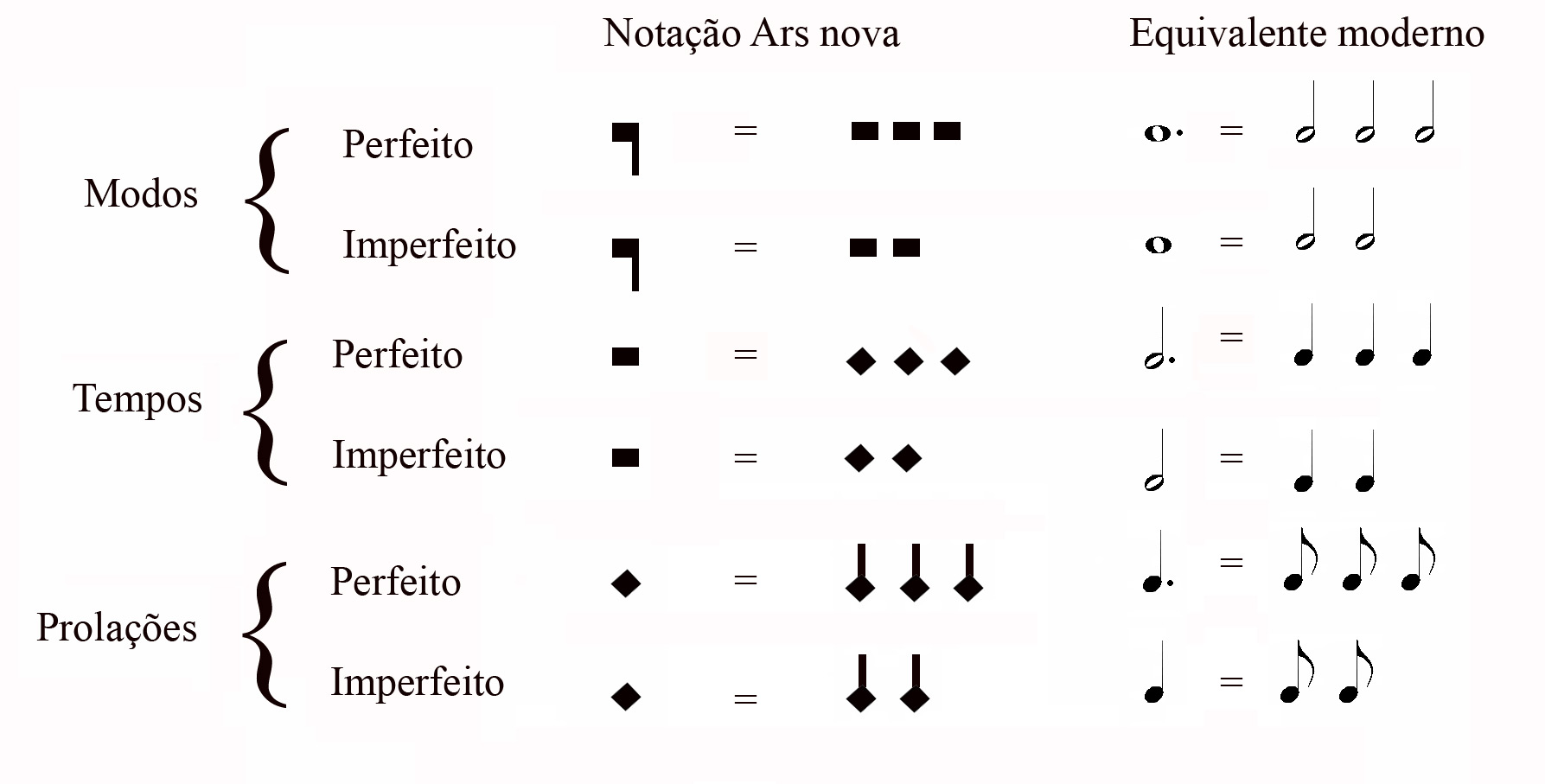
Equivalências de notas e valores

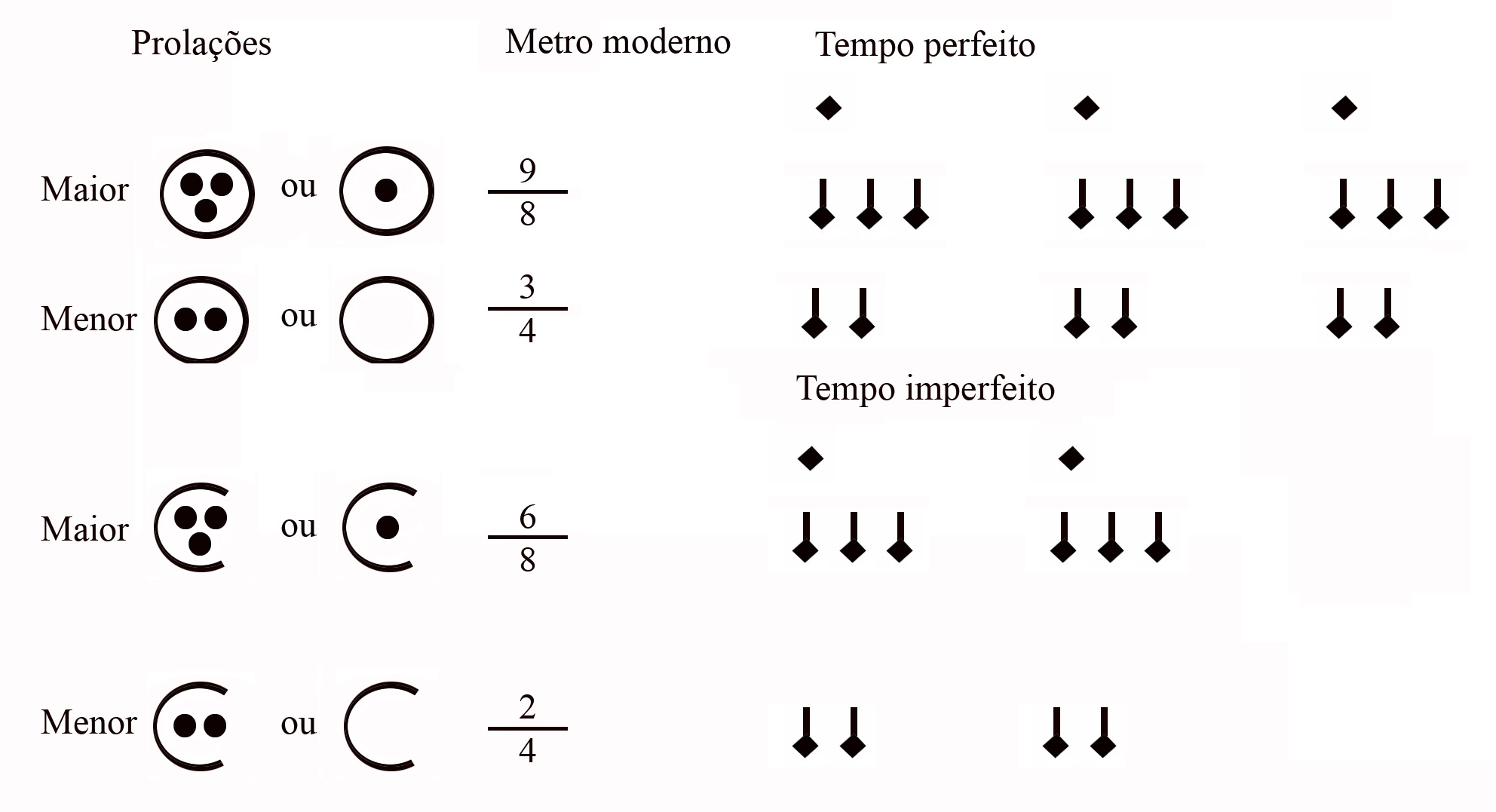
As quatro prolationes. Na indicação de metro os círculos e semicírculos assinalam o tempo, e o número de pontos se refere a cada prolação

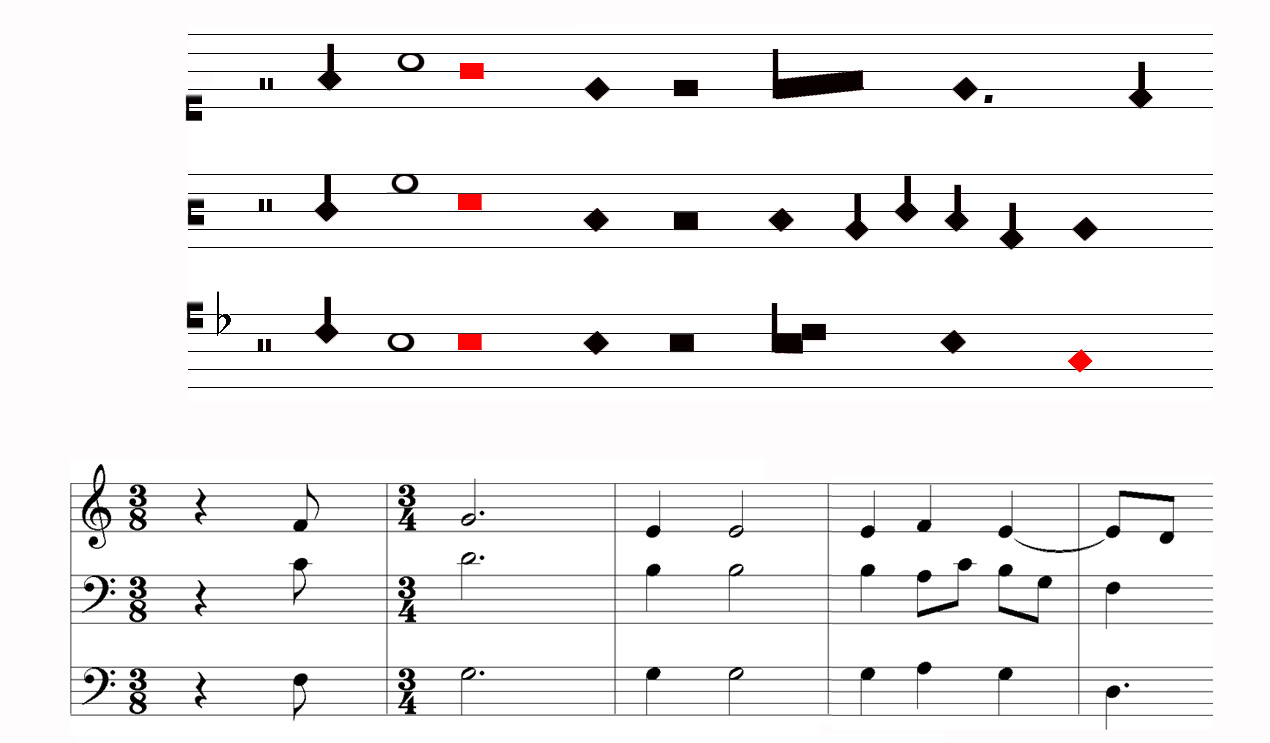
Transcrição de um trecho de música para a notação moderna

Ao longo da Ars nova, como já foi dito, ocorreu uma rápida dissolução dos modos rítmicos tradicionais, substituídos por novos esquemas. A medida da duração das notas se tornou progressivamente mais definida e as indicações de metro no início da pauta se multiplicaram, possibilitando várias combinações e relacionamentos entre os vários valores das notas e os padrões métricos. O sistema só apareceu plenamente desenvolvido nas obras de Guillaume de Machaut. O pulso básico era naquele tempo algo em torno de 80 no metrônomo moderno, mas eram reconhecidas velocidades alternativas como rápido, moderado e lento, denominadas então variavelmente como cita, media e morosa; ou velociter, medie e tractim; ou lascivo, mediocre e longo, ou minimum, medium e maius, mas em qualquer velocidade a notação permanecia idêntica.
Havia quatro relações métricas principais nesse período, sistematizadas por Johannes de Muris, chamadas maximodus, modus, tempus e prolatio, relacionadas às formas perfeitas, imperfeitas e alteradas, resultando em doze esquemas básicos. A prolatio, segundo Vitry, podia ser subdividida em quatro outras modalidades. No primeiro grau, maximodus, que relacionava as proporções entre os três tipos de nota longa, a longa tripla ou longuíssima (81 unidades), a longa dupla (54 unidades), e a longa simples (27 unidades); no segundo grau, modus, que relacionava a longa com a breve, estavam a longa perfeita (27 un.), longa imperfeita (18 un.) e a breve (9 un.); no terceiro grau, tempus, relacionando a breve com a semibreve, estavam a breve perfeita (9 un.), a breve imperfeita (6 un.) e a semibreve menor (3 un.); e no último grau, prolatio, relacionando a semibreve com a mínima, estavam a semibreve perfeita (3 un.), a semibreve imperfeita (2 un.) e a mínima (1 un.). Todas essas divisões, como ocorria na harmonia e ritmo, estavam intimamente ligadas às proporções pitagóricas, e, em menor grau, às postuladas por Ptolomeu. A longa tripla não foi encontrada em nenhuma peça de música, seu valor só aparece sob forma da pausa correspondente, e sua inclusão no tratado de Muris possivelmente se deveu a razões antes de tudo estéticas, em prol de uma simetria no esquema. Contudo, esse esquema não era um consenso absoluto, outros teóricos propuseram divisões e nomes alternativos, e nenhum dos grandes tratados do século XIV, nem os franceses, nem os italianos, conseguiu unificar todas as linguagens musicais; mesmo os valores consagrados nos livros podiam ser modificados através de uma multiplicidade de combinações pelas preferências pessoais de cada compositor. De consenso realmente havia pouca coisa num tempo de multiplicação dos estudos teóricos, mas foi aceita de maneira mais ou menos geral a mínima como a unidade básica de medida. Mas esta unanimidade também não durou muito, e logo a mínima foi substituída na prática pela semínima, esta recebeu ainda outras subdivisões, na colcheia e por fim na semicolcheia, cada subdivisão com valor menor que o da nota precedente, ainda que os valores menores que a mínima não fossem sistematizados nos tratados de Muris e Vitry em vista do seu rigorismo terminológico - nada podia ser menor do que o que já era "mínimo". Mas outros autores, nomeadamente Jacques de Liège e Theodoricus de Campo, perceberam que todo esse processo, ainda que tivesse introduzido mudanças efetivas, tinha muito de uma simples troca nominal. Campo disse que era indiferente chamar-se a nota de menor duração de semibreve, mínima ou semínima, sendo relativos todos os seus valores reais, e assinalou que se a voz humana se dispusesse a se mover mais rápido, até a semínima poderia ser facilmente subdividida. Liège escreveu dizendo que era mais útil se prestar atenção à coisa e não ao nome, claramente demonstrando com exemplos musicais que as relações de tempo no sistema antigo e no novo permaneciam as mesmas.
Acima estão quadros ilustrativos da notação Ars nova, conforme apresentados pelos pesquisador Lloyd Ultan. O primeiro traz as divisões da longa, breve e semibreve, junto com sua equivalência moderna. Abaixo, as quatro prolationes, que refletem os agrupamentos possíveis de mínimas, com resultados diversos no que diz respeito à leitura do metro, e a denominação "perfeito" e "imperfeito" se referem a ritmos respectivamente ternários e binários. A última imagem é uma transcrição de um trecho de música para o sistema moderno, ilustrando o uso da cor vermelha, várias formas de notas e o uso do punctus additionis. O círculo branco logo no início é um sinal de mudança de prolatio.
Com a introdução de ritmos novos, apareceu a síncope, que é um deslocamento do pulso rítmico padrão, conseguido graficamente por vários meios, dos quais o mais usual era a aplicação de um ponto em seguida a uma dada nota, o punctus additionis, ainda em uso hoje em dia para adicionar à nota metade de seu valor. Outro ponto era o punctus divisionis, retirando da nota metade de seu valor. Muitas vezes ambos são indistinguíveis, e só uma leitura sensível da peça pode sugerir qual é qual. A síncope teve um emprego generalizado durante esse período, e se tornou uma das características mais típicas da Ars nova. Outro recurso gráfico usado para indicar alterações nos valores era a cor. As notas vermelhas surgiram pouco antes do século XIV, e permaneceram em uso por todo o século. Tinham diversos significados, mas o principal era indicar um deslocamento rítmico. Um dos fatores que levaram à sua adoção foi o desenvolvimento do conceito da hemíola, ou a substituição de dois valores iguais por três valores iguais no mesmo espaço de tempo. Essa substituição, na escrita a várias vozes, muitas vezes originava relações de 3:2, com interessantes efeitos. Esses esquemas básicos podiam ser refinados com o acréscimos de outros sinais, como notas ocas e cheias, partidas ou inteiras, com traços e caudas, nas cores branca, preta ou vermelha, em numerosas combinações.
Uma questão difícil de ser perfeitamente elucidada pelos pesquisadores modernos é a dos acidentes. O tratamento dos acidentes na Idade Média divergia bastante do uso atual, não havia uma distinção clara entre armadura de clave e acidentes ocasionais, e mesmo quando um acidente aparecia no início da peça, para indicar uma armadura definida para toda ela, aquele acidente só se aplicava para a nota alterada naquela altura específica, não interferindo com as mesmas notas em outras oitavas. Para complicar, em peças a várias vozes podiam ser usadas armaduras diferentes para cada voz, e os acidentes eventuais podiam aparecer muito antes da nota que pretendiam modificar, em outras posições na pauta ou acima ou abaixo da nota respectiva, dando margem a muitas dúvidas para sua leitura moderna. Um bemol podia ser cancelado não com um bequadro, mas com um sustenido, da mesma forma que um sustenido podia ser cancelado com um bemol, além de haver muitas vezes problemas para distinguir nos manuscritos entre bequadros e sustenidos, cujas formas podiam ser a mesma. Por fim, muitos dos acidentes não eram assinalados de forma nenhuma, pois se esperava que o intérprete os suprisse, mesmo não estando indicados na pauta. Isso era necessário quando ocorriam intervalos dissonantes indesejados, então era imperativo alterar uma das notas do acorde com um cromatismo não previsto na escala ou modo original em que se compunha uma peça. Essa prática era o que se chamava de musica ficta, música falsa, significando tanto as alterações da escala quanto os acidentes não anotados. Hoje se torna difícil determinar quando uma nota era ficta ou não, pois se muitos intervalos eram vedados, dissonâncias eram comuns em notas de passagem de tempos fracos e apareciam mesmo em cabeças de compasso de forma premeditada, daí que distinguir o que era ou não intencional fica problemático. Mas suas implicações eram mais amplas do que uma mera correção auditiva, pois significava uma mudança conceitual, alterando todo o tetracorde envolvido. Em edições modernas usa-se assinalar as notas supostas como fictae com acidentes entre parênteses ou acima ou embaixo da nota, fora do pentagrama.

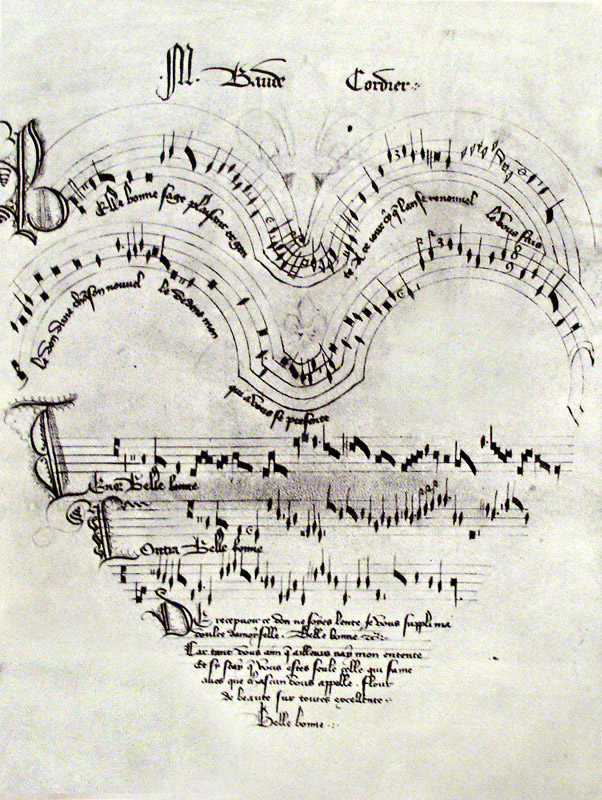
Partitura do rondeau Belle, bonne, sage, de Baude Cordier. Codex de Chantilly, Museu Condé, Chantilly.

O interesse pelas técnicas notacionais durante o século XIV se tornou quase um fim em si mesmo, e os compositores em geral davam tanta atenção ao aspecto gráfico-visual de suas obras quanto ao seu conteúdo musical. Isso ficou particularmente óbvio na fase final da Ars nova, chamada de Ars subtilior, com partituras muito complexas e de difícil transcrição moderna. A leitura dessas peças se complica quando se sabe que em vários exemplos musicais as indicações notacionais são escassas, mesmo quando o contexto da peça sugere uma complexidade maior do que a que aparece à primeira vista, e deve-se levar em conta usos de domínio público daquele tempo que para eles não necessitavam indicações explícitas. Nesses casos, é imprescindível da parte do músico moderno que ele tenha um conhecimento profundo das práticas musicas gerais da Ars nova a fim de detectar sutilezas ocultas em uma dada partitura.
Cabe ainda uma rápida análise do sistema italiano de notação, ainda que ele tenha conhecido um uso mais limitado, como já foi dito, e tenha derivado em parte do francês. O primeiro teórico da notação italiana foi Marchetto de Pádua, que escreveu seu tratado Pomerium in arte musica mensurata no início do século XIV, mas a súmula do sistema só apareceu com os vários tratados de Prosdocimo de' Beldomandi, do qual possivelmente o mais importante foi o Contrapunctus, de 1412. Ao contrário de seus contemporâneos, Prosdocimo não apenas expôs as regras, mas as justificou, tornando sua contribuição uma mas mais notáveis obras sobre a Estética da Ars nova. A notação italiana era baseada em um sistema de divisiones, que representam metros de vários tipos, uma continuação de uma proposta de Petrus de Cruce que foi logo ultrapassada na França. A unidade básica de medida era a breve, de valor invariável, a partir da qual todas as subdivisões, definidas por pontos adicionais, se organizavam. O ponto tinha ainda a função de barra de compasso, e dentro de cada compasso era possível obter uma grande variedade de ritmos. As suas divisiones eram a quaternaria, a senaria imperfecta, a octonaria, a senaria perfecta, a novenaria e a duodenaria, que correspondiam respectivamente aos metros de 2/4, 6/8, 4/4, 3/4, 9/8 e novamente 3/4. Os nomes das divisiones indicavam o número máximo de unidades mínimas dentro de cada compasso. Mudanças de divisiones ao longo de uma peça eram indicadas com letras específicas, respectivamente q, i, o, p, n, d. Quando não aconteciam mudanças, era comum não aparecer qualquer indicação, e seu ritmo era deduzido do conteúdo musical. Na maior parte das vezes as divisiones não completavam o número máximo de unidades mínimas, gerando ritmos quebrados ou incompletos, o que se tornou um traço característico da forma italiana. Outras características do sistema italiano eram que ele adotara as divisões binárias antes dos franceses, já no fim do século XIII, e que a semibreve podia ser subdividida em valores desiguais dentro de um mesmo compasso - se houvesse duas semibreves em um tempo imperfeito, teriam valores iguais; se houvesse quatro, também seriam de valores iguais, mas se houvesse três, a última seria duas vezes mais longa que as primeiras; se houvesse seis, as duas últimas valeriam o dobro das outras, e se o compositor desejasse que a primeira fosse mais longa, acrescentava-lhe uma haste descendente. Outras notas podiam ter seus valores aumentados com uma haste para baixo e diminuídos com uma haste para cima. O problema desse sistema era que vários desses valores diferentes eram grafados com sinais iguais e não se permitia que as síncopes ultrapassassem o valor da breve, o que provavelmente foi a causa de o sistema francês acabar prevalecendo.

## Formas

### Sacras

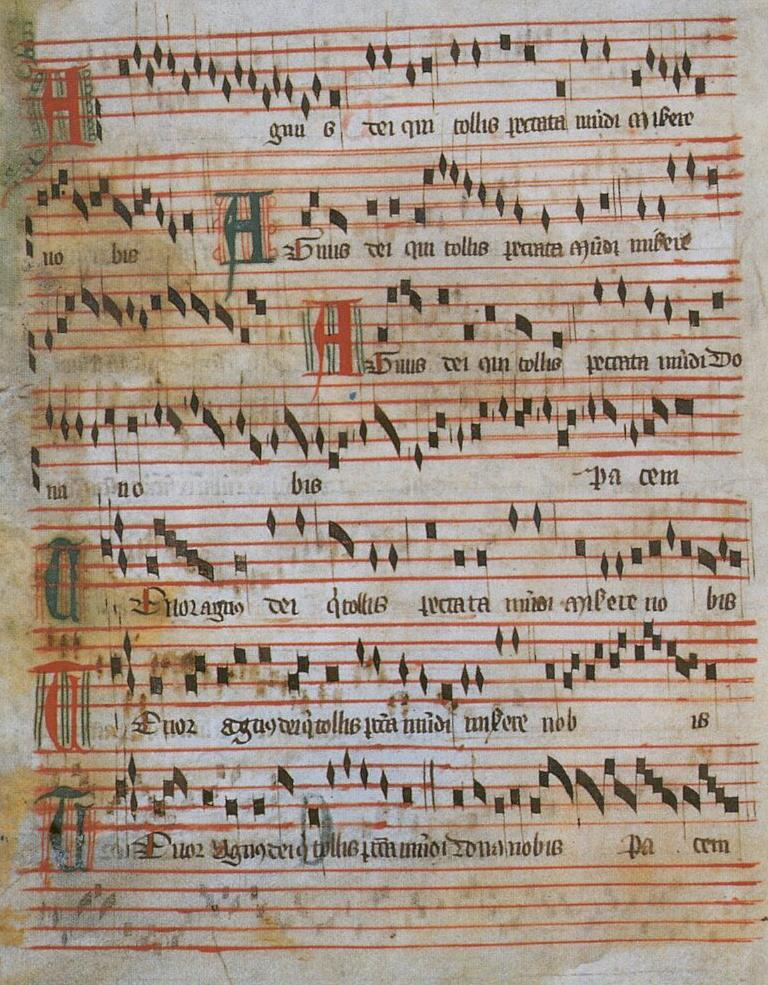
Manuscrito do Agnus Dei da Missa Barcelona. Biblioteca da Catalunha, Barcelona.

A origem da missa como forma musical já foi abordada antes, e resta dizer que seu desenvolvimento durante a Ars nova tendeu a torná-la uma forma cada vez mais unificada, quando antes a musicalização dessa cerimônia era feita em fragmentos avulsos sem maior relação musical entre si. As primeiras missas polifônicas a mostrarem um sentido de unidade maior foram obra de compositores anônimos, com seções de autoria de compositores diferentes mas que mostraram uma preocupação de criar elos musicais perceptíveis entre elas. Entre essas peças primitivas estão as célebres Missa Tournai e a Missa Barcelona, cujo conteúdo musical é de grande qualidade. A obra seguinte nesse gênero que merece nota foi composta por Guillaume de Machaut, intitulada Messe de Nostre Dame, que foi a primeira a ser toda composta pelo mesmo autor, é praticamente a única outra missa do século XIV que atingiu um nível elevado, e de fato sendo o maior monumento individual da Ars nova. Sua unidade é muito maior do que as missas precedentes, conseguida através do uso de células musicais e rítmicas que recorrem ao longo de toda a composição, além de todas as seções se desenvolverem dentro de modos afins.

### Mistas
O moteto surgiu, como já foi aludido, durante a segunda metade do século XIII, a partir de trechos de texto e música interpolados em composições preexistentes. As primeiras interpolações aconteceram no canto gregoriano simples, e foram chamadas de tropos e sequências. Quando este princípio se aplicou aos primitivos organa a duas vozes, o resultado foram as cláusulas, e se tornou comum que os músicos enriquecessem seus organa inserindo cláusulas de um organum para outro. Quando isso era feito, o texto da cláusula naturalmente apareceria deslocado em sua nova posição, enxertado dentro de um texto diferente, e assim o texto da cláusula era descartado e a música restante era interpretada sob a forma de uma vocalização sem palavras. O passo seguinte foi a adição de novas palavras para aquele fragmento de música, dando-se-lhe o nome de motetus, uma vez que mot significa palavra em francês. Porém, mesmo quando a composição era em latim, esse novo texto era rotineiramente em vernáculo, e seu conteúdo comentava o texto do tenor em latim. A próxima fase evolutiva do moteto foi o acréscimo de uma terceira voz ao motetus e ao tenor, formando um tecido sonoro em que o tenor mantinha a linha do canto gregoriano em notas longas, o motetus cantava em francês e em notas mais rápidas, e acima dele o superius seguia num tratamento ainda mais melismático, podendo trazer um texto latino, francês ou ainda em outra língua.
Constituído dessa maneira, o moteto logo perdeu sua colocação dentro da liturgia e se tornou um gênero profano, largamente cultivado, fazendo desaparecer o organum e se tornando o campo experimental por excelência dos compositores de vanguarda. O texto sacro do tenor passou então a ser contraposto a textos das mais diversas origens, alguns até de caráter erótico, e no início do século XIV ele já era um gênero praticamente todo secularizado, recebendo inclusive versões inteiramente instrumentais. Continuando a evoluir, o moteto, originalmente uma peça em miniatura, adquiriu maiores proporções e passou a aplicar os princípios rítmicos da Ars nova em plenitude. A principal modificação nesse período foi a adoção do  isorritmo. Com isso a percepção clara do ritmo do tenor acabou se perdendo, e só era compreensível através da inspeção visual da pauta. Sua descaracterização se acentuou quando foi acrescentada uma outra voz abaixo dele, o contratenor - não confundir com o significado moderno do termo - que foi submetida também ao esquema isorrítmico, junto com as duas vozes superiores, o que veio a alterar significativamente o equilíbrio sonoro do conjunto e deu-lhe uma forma bastante unificada.

### Profanas

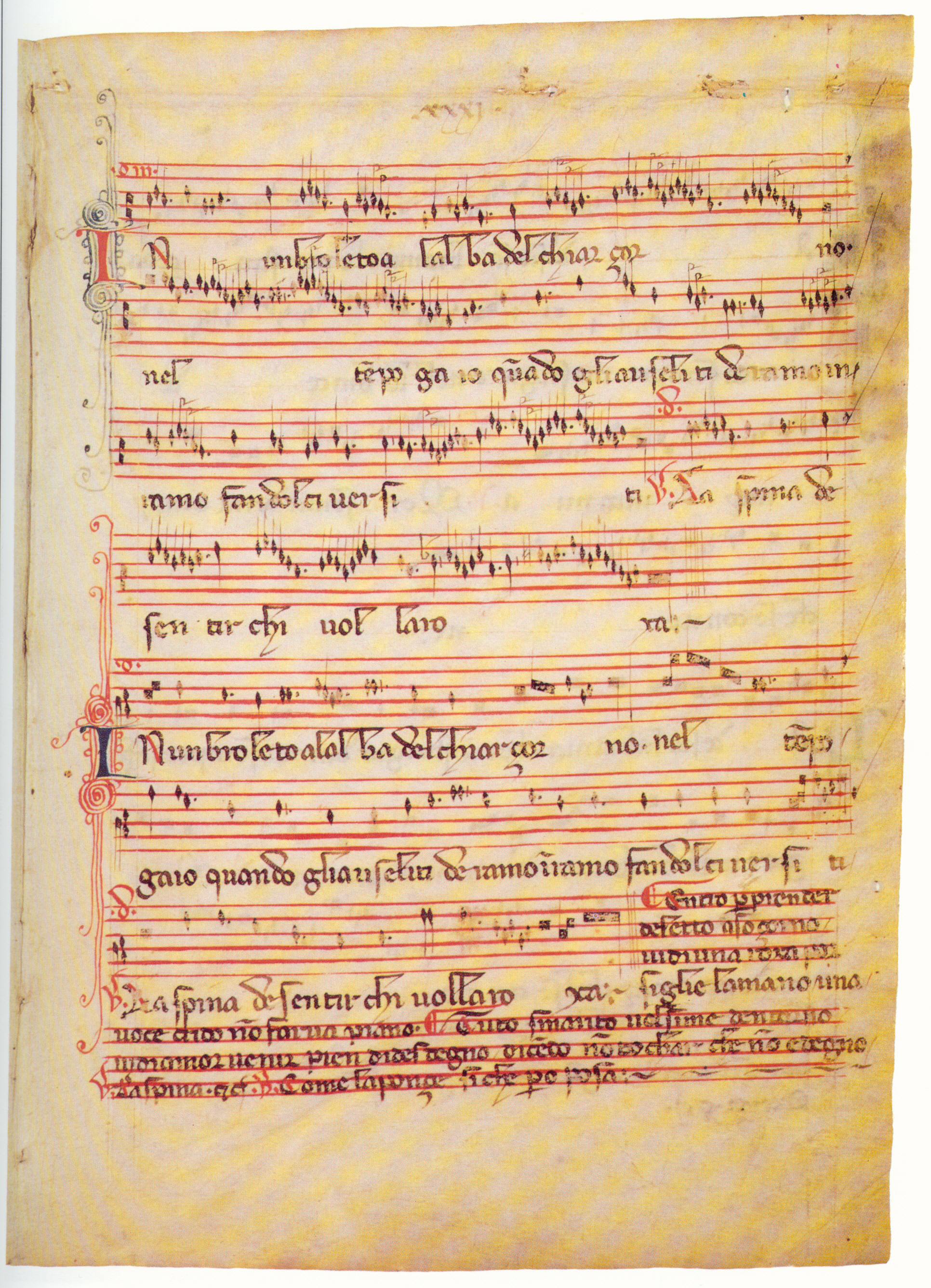
Madrigal anônimo In un broleto, al'alba. Codex Rossi, Biblioteca Musical G. Greggiati, Ostiglia.

A canção foi extensivamente praticada no século XIV, e se dividia em várias formas. Sua estrutura musical dependia em grande medida da forma da poesia sobre a qual se estruturava. Uma das mais estimadas formas de canção durante a Ars nova foi a balada, chamada de ballade pelos franceses e ballata pelos italianos, mas seus significados práticos eram bem diferentes nos dois países. Como o nome sugere, originalmente era uma peça vocal dançada ("bailada") de uso popular, mas desde cedo foi adotada pelos compositores eruditos e refinada para uso nas cortes. A ballata surgiu no século XII e perdurou até o século XV; podia ser homofônica ou, depois de 1360, polifônica, a duas ou três vozes, ou com uma voz solo com acompanhamento instrumental, e todas essas formas vocais podiam ser interpretadas em versões apenas instrumentais. Sua forma típica era ABBAA, cada seção denominada respectivamente de ripresa (A), dois piedi (BB), volta (A) e ripresa (A). Seu maior cultivador foi Francesco Landini, e esta forma profana tinha uma contrapartida espiritual nos laude, cujo texto era sacro. A ballade tinha uma estrutura bem distinta, era baseada em poemas com três estrofes de oito versos cujo último verso era repetido em todas as estrofes como um refrão, e o final era uma estrofe chamada de envoy, também com o mesmo refrão, resultando na forma ArBrCrDr. O que mais se parecia com a ballata na França era o virelai, cujas estrofes tinham duas rimas e uma estrutura em geral ABBA, mas adotou em geral uma escrita polifônica isorrítmica. O lai era em forma semelhante ao virelai e derivou dos versículos duplicados da sequentia, e às vezes usava três ou mais versículos. Sua música era basicamente homofônica, sua prosódia musical era silábica ou quase isso, e empregava a repetição de trechos melódicos em alturas diferentes. Um versículo usualmente não ultrapassava uma nona, mas toda a peça podia chegar a duas oitavas em extensão. Era na maior parte das vezes isorrítmico e o início e final da peça usavam a mesma melodia na mesma oitava. Em alguns casos as melodias podiam ser cantadas em cânone. Na época de Machaut o lai foi fixado numa estrutura de doze estrofes, todas diferentes entre si, salvo a primeira e a última. O rondeau, que tinha um similar no rondello italiano, era também uma forma repetitiva com alguns pontos de contato com o virelai. Podia chegar a cinco vozes, e sua forma se estruturava como ABaAabAB, com alternâncias de passagens em coro e em solo.
Outra forma importante no século XIV foi o madrigal, uma invenção italiana. Foi descrito pela primeira vez por Francesco da Barberino em sua glosa latina de sua própria obra em vernáculo Documenti d'amore (c. 1315), e parece fazer uma referência a uma prática mais antiga. Nessa época o madrigal seguia um texto geralmente pastoral dividido em estrofes cujo metro era de sete ou onze sílabas, postas em música a duas ou três vozes, com um tenor em notas longas e as outras em figurações mais rápidas ricamente ornamentais. Seu tempo era ternário ou perfeito, e usava a divisão duodenaria, misturando passagens em divisão novenaria especialmente no refrão ou ritornello. A fonte mais importante de madrigais Ars nova é o Codex Rossi (c. 1350), que transmite obras de cerca de vinte anos antes. A grande disparidade de detalhes em manuscritos que trazem peças idênticas sugere um uso prático de improvisação para as vozes superiores. Depois de 1360 a popularidade do madrigal declinou, embora continuassem a aparecer alguns exemplos até o século XV, ora com textos moralizantes, autobiográficos ou laudatórios. Contudo, no século XVI o madrigal foi ressuscitado com sucesso e atingiu níveis de complexidade muito altos, tornando-se uma das formas de eleição para a música de vanguarda.

## Instrumental

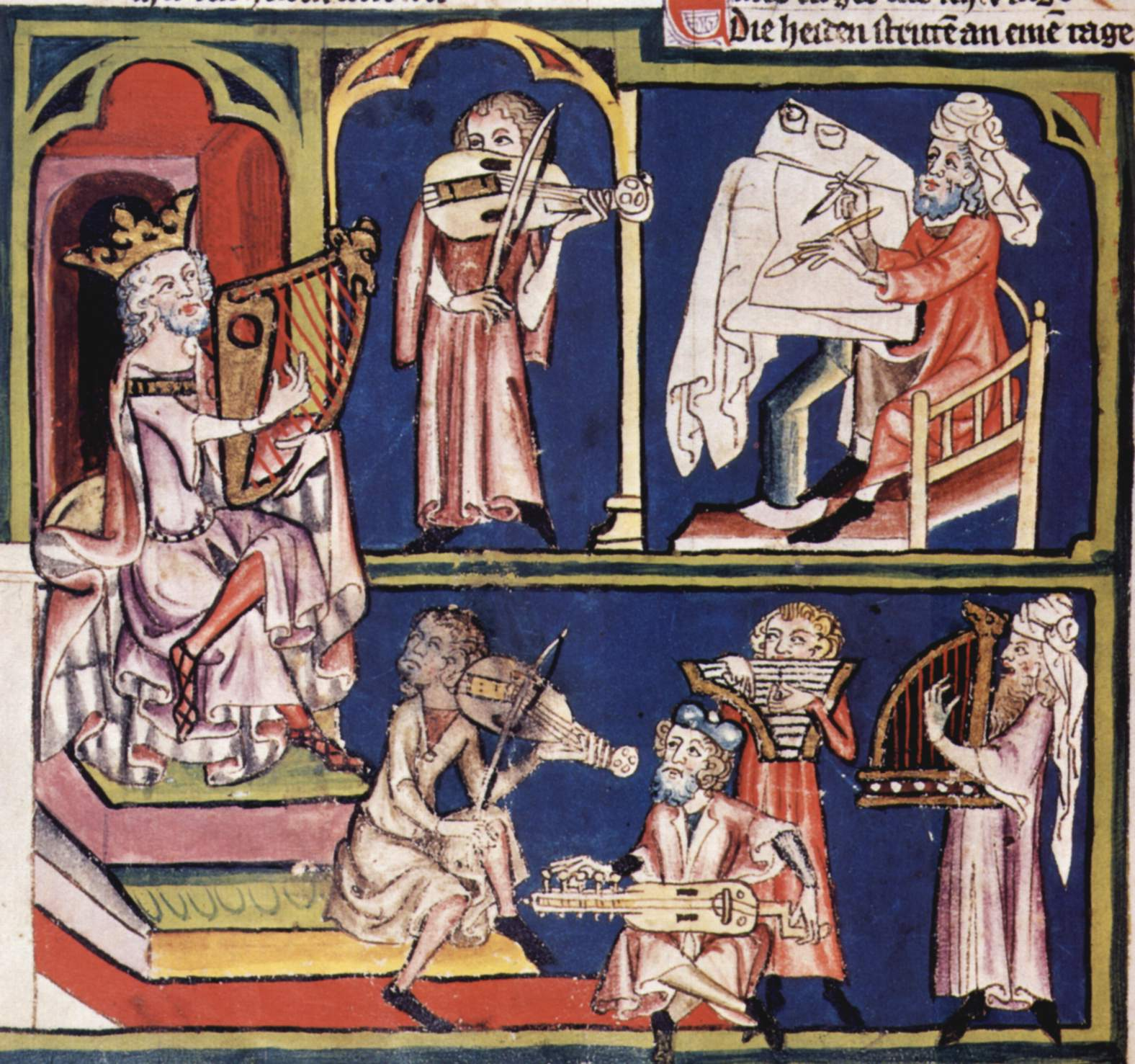
O Rei David com escribas e músicos, uma iluminura da Weltenchronik de Rudolf von Ems, c. 1340. Biblioteca Central de Zurique. À esquerda o Rei toca um saltério, e ao lado dele, acima, um músico com uma rabeca. Na parte inferior da imagem aparecem outra rabeca, uma viela de roda, uma cítara e uma lira.

Alguns dos instrumentos usados no século XIV tinham uma origem muito antiga. Entre eles estavam a harpa, a lira, a cítara, o órgão, a flauta, a gaita de fole, o tamborim, o alaúde, o tambor, a rabeca ou viela, o trombone, o trompete, os sinos, a sacabuxa, címbalo e o saltério, que remontavam à Antiguidade. Outros eram de aparição mais recente, como a viela de roda, o corneto, a viola. No fim do século XIV começaram a ser descritos os recém-chegados: a bombarda e o órgão com pedal. Nessa época a maioria deles não ultrapassava duas oitavas, e eram agrupados pelo volume de som que eram capazes de produzir, divididos entre "altos" e "baixos", e pelo timbre. Múltiplas combinações podiam ser organizadas a partir dessa orquestra, as crônicas sugerem que já nessa época havia um fino senso de orquestração, produzindo pequenos grupos de câmara com sonoridades delicadas para acompanhamento de canções em performances domésticas até grandes e barulhentos conjuntos festivos usados em cerimônias públicas ao ar livre, e um cronista chegou a dizer que nessas ocasiões havia tanta música no ar que mesmo se houvesse uma tempestade os trovões não seriam ouvidos. Muitas vezes os coros polifônicos eram dobrados com uma variedade de instrumentos.

## Principais representantes
Antes de se abordar em especificidade alguns nomes notáveis do período, cabe advertir que os exemplos musicais oferecidos, na impossibilidade de se suprir ilustração com gravações ao vivo, foram realizados todos como versões instrumentais computadorizadas. Se por um lado isso pode dar uma ideia geral da estrutura, dos perfis melódicos e das relações intervalares das peças, não pode substituir uma performance autêntica, e por isso se encarece ao leitor que procure exemplos gravados para construir uma imagem mais verdadeira da música Ars nova. Gravações qualificadas de obras integrais, de fácil acesso via internet, podem ser encontradas em quantidade, por exemplo, no website YouTube, e em menor número no MySpace.

### Jehannot de Lescurel
Jehannot de Lescurel (morto em c. 1304) merece uma nota aqui não por ter sido um compositor especialmente importante, mas por ter sido possivelmente o primeiro a usar recursos claramente distintos da Ars antiqua. Suas obras conhecidas estão no manuscrito francês do Romance de Fauvel, ilustrado na abertura do artigo, e compreendem uma canção a três vozes e 31 outras monofônicas, que são mais ornamentadas e ritmicamente variadas do que exemplos do mesmo gênero do século XIII. Seus textos já são quase todos profanos e a forma das peças são inspiradas em tempos de dança, sendo um dos precursores dos gêneros da ballade, do rondeau e do virelai.

### Philippe de Vitry
O trabalho de Philippe de Vitry (1291 — 1361) como teórico já foi citado antes e não é necessário voltar ao tema. Mas além de tratadista, Vitry foi filósofo, moralista, diplomata, alto funcionário da corte francesa e conselheiro de três reis, matemático, bispo e poeta, uma das mais brilhantes mentes de sua geração. Foi um humanista imbuído da tradição da Antiguidade clássica, o que provou fazendo uma versificação no vernáculo das Metamorfoses de Ovídio e escrevendo muitos dos textos para suas obras musicais, onde ele revelou grande habilidade poética, sendo louvado por Petrarca em termos altamente elogiosos, chamando-o de o único verdadeiro poeta da França. Apesar de sua imensa fama, a maior parte de sua música se perdeu, e atualmente lhe são atribuídos apenas cerca de dezesseis motetos, dos quais apenas cinco têm uma autoria fora de dúvida; também de suas poesias pouco restou. Os textos dos motetos sobreviventes tratam de uma variedade de assuntos, o amor cortês, cenas pastorais, mensagens patrióticas, a piedade cristã, libelos contra os vícios e laudações a personalidades da época.
Foi um dos primeiros a usar os ritmos binários e um dos grandes agentes da evolução do moteto isorrítmico. Ao contrário dos motetos isorrítmicos primitivos, nascidos do organum com voces organales de livre elaboração onde muito era deixado ao improviso do intérprete, cabendo ao tenor manter um padrão rítmico constante, o moteto isorrítmico de Vitry enfeixava as voces organales dentro também de esquemas isorrítmicos, dando-lhe uma estrutura mais coesa e forte. A uma primeira audição o efeito de suas obras, no aspecto rítmico, é intermediário entre o estilo mais ou menos estático de Pérotin e o dinamismo de Machaut, mas numa análise mais detida nota-se que as relações internas entre as vozes são mais complexas que as estabelecidas pelos outros dois mestres, pois seu caráter matemático é mais definido e ele provê pontos de clímax cuidadosamente planejados. Outro traço distintivo de sua obra é que o tenor funciona como um claro elo de unidade estrutural ao longo de toda a construção, sobre o qual as outras vozes não apenas tecem desenhos ornamentais, mas encontram um sólido apoio. Quanto ao caráter das vozes superiores, estão fortemente encadeadas na estrutura geral e sua presença é sempre convincente e necessária, ao contrário de um uso comum da época de deixar ao cargo do executante optar por uma interpretação completa da peça ou selecionar somente algumas vozes, ou mesmo improvisar vozes novas em substituição das preexistentes. Também é característico de sua produção o uso de dois textos diferentes em simultâneo, embora isso não seja uma exclusividade sua, mas teve a particular capacidade de criar um tecido sonoro em que ambos permanecem inteligíveis. Como um literato ele mesmo, teve a preocupação de musicar os poemas de modo que o discurso musical acompanha de perto a estrutura, articulação e a fluência do texto, e nesse sentido ele foi um precursor do madrigal descritivo da Renascença.
- Gratissia Virginis (versão instrumental midi)

- Vos qui admiramini (versão instrumental midi)

- Uma excelente gravação ao vivo do moteto Cum statua de Vitry está disponível aqui.

### Guillaume de Machaut

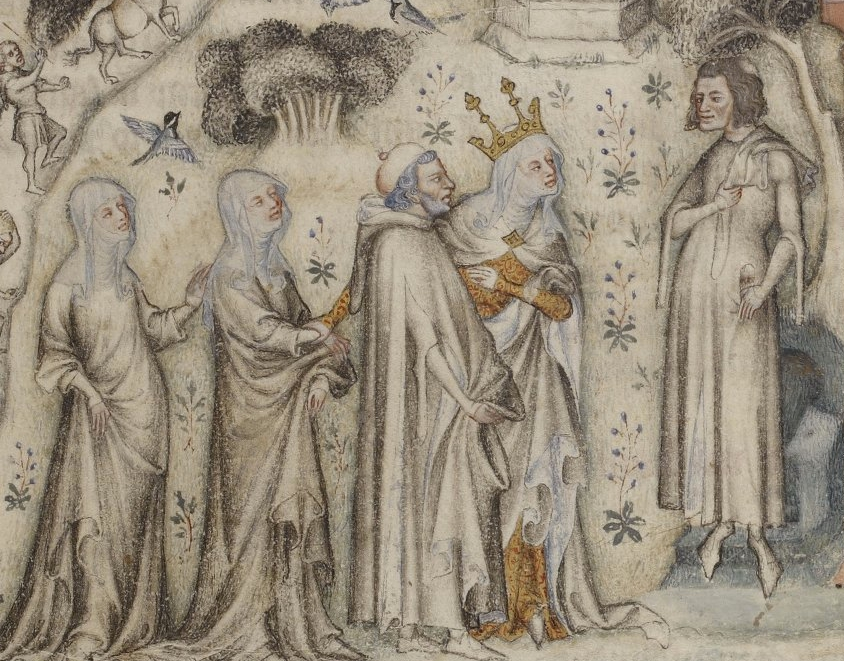
Guillaume de Machaut em uma miniatura francesa, uma cena alegórica na qual a Natureza oferece a Machaut três de seus filhos: a razão, a retórica e a música

Guillaume de Machaut (1300 - 1377) é considerado um dos maiores poetas franceses de seu tempo, influenciando até mesmo Chaucer. Compôs numerosos poemas líricos sobre o tema do amor cortês e sobre a oposição entre a Esperança e a Fortuna, inspirados na tradição clássica e com uma qualidade ao mesmo tempo intimista e formalista, o que lhes empresta um caráter atemporal, além de ter deixado crônicas em prosa. Foi o maior nome da música do século XIV europeu e o autor da afamada Messe de Nostre Dame. Graduado pela Universidade de Paris, serviu aos reis da Boêmia, Navarra e França, e com eles percorreu a Europa. Em 1337 foi feito cônego de Reims. Machaut é frequentemente citado como um inovador; o foi, mas não descartou formas consagradas pela tradição, e as empregou com maestria, introduzindo nelas variações sutis que permitiram-lhe expressar ideias muito pessoais e obter um efeito mais dramático. Ainda que a Igreja tivesse banido o estilo da Ars nova da música litúrgica, foi um mérito de Machaut compor a maior obra sacra do século, a missa sobredita, que é também a sua única obra sacra de vulto, fazendo uso desse mesmo estilo de um modo que resultou aceitável para o clero.
No território profano foi muito prolífico; dele sobrevivem mais de vinte motetos a três e quatro vozes e cerca de cinquenta peças entre virelais e lais, algumas polifônicas e outras monofônicas, que revelam um artista de amplos recursos técnicos, com facilidade de transitar entre vários estilos regionais, grande inventividade e uma fina veia lírica. Suas canções monofônicas representam a última floração da linhagem dos trovadores, e as perto de quarenta para voz solo com acompanhamento polifônico, nas formas do rondeau e da ballade, foram os modelos para várias gerações depois dele. O que as torna tão eficientes é sua grande eloquência e uma associação naturalista entre texto e música, além de sua graça intrínseca, seu melodismo rico e elegante e sua sofisticação rítmica. Supervisionou pessoalmente a manufatura de grande parte dos manuscritos que preservam sua obra, e esse cuidado fez com que sua produção represente boa parte do que hoje se conhece de música do século XIV. Sua obra circulou por toda a Europa, chegou até Chipre, às portas da Ásia, e ele foi chorado por reis, artistas e intelectuais quando morreu.
- Kyrie da Missa de Notre-Dame (versão instrumental midi)

- Balada Riches d'amour et mandians d'amie (versão instrumental midi)

### Francesco Landini

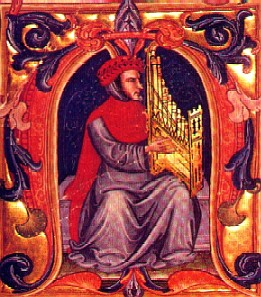
Landini tocando um organetto. Codex Squarcialupi, Biblioteca Medicea Laurenziana, Florença.

Cego desde pequeno por causa da varíola, Francesco Landini (1325 - 1397) desde logo devotou-se à música e dominou vários instrumentos, o canto, a poesia e a composição. A ele se atribui a invenção de um instrumento chamado syrena syrenarum, que combinava características do alaúde e do saltério. Crônicas de época contam que ele recebeu como prêmio por seu talento uma coroa de louros do rei de Chipre, e outras referem que sua música era tão tocante que os corações saltavam no peito dos ouvintes. Landini foi o mais notável compositor da Ars nova italiana e também um integrante da escola Ars subtilior. Da sua produção nos chegaram exclusivamente peças seculares, embora haja registro de ter composto também obras sacras. Se conhecem cerca de 90 baladas para duas vozes, 40 baladas para três vozes, e outras que existem em versões para duas e três vozes. Também deixou alguns madrigais, um virelai e uma caccia. Aparentemente ele mesmo escreveu os textos para boa parte de suas músicas. Sua produção, preservada principalmente no Codex Squarcialupi, representa quase um quarto de toda a música italiana do século XIV que sobreviveu. Landini emprestou seu nome para a Cadência Landini, uma fórmula musical onde o sexto grau da escala diatônica é inserido entre a sensível e a tônica. Embora não tenha sido o criador deste recurso nem seu único utilizador, ele é encontrado de forma consistente em sua produção, o que justifica a homenagem. Em sua música a voz superior é quase sempre a de maior importância e têm um perfil vocal bem caracterizado, sendo muito ornamentada. Suas texturas polifônicas são complexas e límpidas, mas suas peças carecem de uma forte ligação entre texto e música; em contrapartida sua atmosfera é vivaz, elegante e alegre.
- Balada Ecco la primavera (versão instrumental midi)

- Balada Si dolce non sono (versão instrumental midi)

### Johannes Ciconia
Nascido em Liège, Johannes Ciconia (c.1365 - 1412) foi o maior músico do norte ativo na Itália, estabelecendo-se em Pádua a partir de 1401 até sua morte. Compositor celebrado, sua obra foi muito conhecida em outros países, influenciando compositores até o século XV, e compreende cerca de trinta motetos, dez madrigais, sete ballate e cerca de dez movimentos de missa, que integram os estilos francês e italiano e absorvem a estética da Ars subtilior. Muitas de suas obras seculares são festivas, criadas para eventos cívicos e como homenagens a personalidades da política local. Além de sua produção musical deixou três tratados teóricos. Seus motetos trazem complexas relações polifônicas, fazendo uso do isorritmo, e foi um dos introdutores dessa forma na Itália. Em seus movimentos de missa deu grande liberdade às vozes superiores e estabeleceu claras divisões em seções para solos e outras para o coro. É considerado um dos fundadores na música do estilo do Gótico internacional do século XV, e sua estatura como compositor introduziu uma moda na Itália de se contratar mestres estrangeiros.
- Moteto O Padua, sidus praeclarum  (versão instrumental midi)

## Ars subtilior
A derradeira floração da corrente principal da Ars nova foi a escola que Ursula Günther nos anos 60 denominou de Ars subtilior, "a arte mais sutil", surgida a partir da segunda metade do século XIV. Justifica-se o uso deste termo, pois se os primeiros compositores do século XIV desenvolveram uma rica variedade de técnicas compositivas e notacionais, seus últimos representantes levaram essa complexidade ao seus extremos. Isso fica evidente tanto na sua música como em seus manuscritos, alguns com pautas em formas exóticas como o círculo, a espiral e o coração, presente em peças de Baude Cordier e outros. A principal fonte documental dessa produção é o Codex de Chantilly, que faz uso dos sistemas de notação francês e italiano em misturas variáveis. A música da Ars subtilior é altamente refinada, complexa e difícil de executar, e originalmente pode ter sido destinada a círculos de especialistas. Tratava de temas profanos em sua grande maioria, como o amor, cavalaria, guerra e elogios a personalidades. Por sua técnica avançada constituía a vanguarda da época, e muitas vezes por suas abstrações formais e singularidades técnicas esta escola é comparada com a produção contemporânea de música experimental. Apesar de sua erudição por vezes hermética, seus integrantes eram largamente conhecidos e suas músicas tiveram significativa circulação, ainda que este estilo não tenha gerado uma descendência direta. O centro inicial de difusão foi Avinhão, nesta época sede do papado. Dali se irradiou para Paris, penetrou na Espanha e atingiu Chipre, que era um centro diretamente influenciado pela França. Mais tarde o estilo chegou à Itália e também produziu alguns frutos. A Ars subtilior nasceu como uma derivação da escola de Machaut, levada a cabo por compositores como Francesco Landini, Jacob Senleches, Johannes Ciconia, Matteo da Perugia e Solage. Alguns exemplos, como a célebre ballade Fumeux fume par fumée de Solage, mostram uma escrita harmônica muito avançada para sua época, com cromatismos ousados, progressões deceptivas e cadências falsas, além de um ritmo dinâmico e entrecortado.
Muitas das obras da Ars subtilior representam quebra-cabeças musicais, com partes de mesma melodia notada de formas diferentes, com notas pontuadas ou vermelhas que alteram outras notas pontuadas e vermelhas, formas de notas não sistematizadas em compêndios e notas conhecidas interpretadas de formas arbitrárias, notas coloridas em pelo menos quatro cores diferentes, tessituras impossível para as vozes humanas e a maior parte dos instrumentos usuais na época, e ritmos que se modificam a cada compasso ou são superpostos em metros diferentes, além de várias peças trazerem textos metalinguísticos e outras fazerem uso de recursos polifônicos intrincados como o cânone retrógrado ou em espelho. Esses elementos em conjunto produzem à audição um efeito quase impressionístico. Por tantos motivos sua transcrição moderna é a mais crivada de dificuldades de todo o repertório Ars nova, e em não raros casos sua reconstituição é no máximo conjetural.

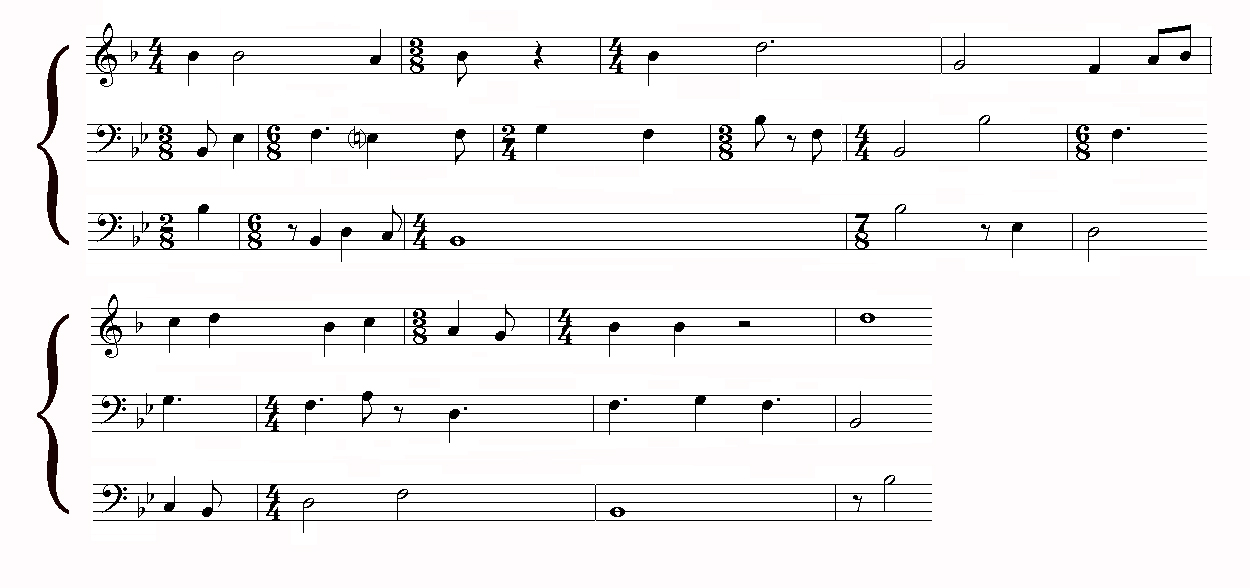
Trecho inicial da ballade Fuions de ci, de Jacob de Senleches, para ilustrar a complexidade rítmica da Ars subtilior. Esta reconstituição da partitura se deve à pesquisadora Lucy Cross

- Jacob de Senleches - balada Fuions de ci (versão instrumental midi)

- Solage - balada Fumeux fume par fumée (versão instrumental midi)

## Ars novana Inglaterra, Alemanha e Espanha
A influência dos modelos continentais se fez sentir com muito atraso na Inglaterra. Somente entre 1350 e 1360 o impacto da Ars nova francesa suplantou a tendência ao tradicionalismo notacional, e rapidamente a notação local evoluiu para acompanhar as várias novas subdivisões práticas da unidade de medida básica e registrar as pesquisas rítmicas mais avançadas. Não apareceu nenhum compositor de vulto no século XIV inglês, a maior quantidade de obras provêm de autores anônimos ou obscuros em compilações coletivas, das quais a mais importante é o Manuscrito de Old Hall, e muitas das peças conhecidas na Inglaterra são de origem incerta, podendo ser importações francesas. Curiosamente, em termos de estilo permaneceram vivas ao longo do século XIV tradições arraigadas como o fabordão, o organum e o discantus improvisado, ao mesmo tempo em que os compositores da vanguarda já trabalhavam com o isorritmo e a criação de peças de grande unidade estrutural. Segundo John Caldwell grande parte da música inglesa do século XIV não chegou a níveis superiores de qualidade, comparáveis à poesia do mesmo período ou a mestres continentais como Machaut e Landini, e toda essa produção ocupou um papel secundário na vida cultural do país. Compositores importantes que fizeram uso de técnicas Ars nova só floresceram no século seguinte, destacando-se entre todos Leonel Power e John Dunstable, que dominaram a cena musical inglesa da primeira metade do século XV e se tornaram conhecidos no resto da Europa. Embora devedores da música francesa, desenvolveram um estilo bastante eclético, ao mesmo tempo individual e tipicamente inglês, misturando livremente arcaísmos a inovações, mas deixando obras avançadas especialmente na forma de motetos isorrítmicos e na missa cíclica, que usa um mesmo motivo gregoriano de base para todos os movimentos. Também fizeram um uso hábil e extenso dos intervalos de sexta e terça, o que deu à sua música um caráter melífluo original, aproximando-os da estética renascentista e influenciando muitos músicos do continente.
- Leonel Power - Ave Regina (versão instrumental midi)

- John Dunstable - moteto O rosa bella (versão instrumental midi)

Na Alemanha a única figura importante a ser citada é a de Oswald von Wolkenstein, poeta, compositor e diplomata. Tinha uma mente excepcionalmente aberta a inovações e foi um dos primeiros poetas alemães a estabelecerem fortes relações entre texto e música. Fez muitas experiências com os recursos da Ars nova e obteve efeitos surpreendentes, e demonstrou possuir um estilo muito individual, a meio caminho da estética da Idade Média e do Renascimento. Na Espanha parece ter havido desde o início grande interesse nos procedimentos da Ars nova. Como já foi mencionado, entre as primeiras missas completas compostas nessa técnica estava a Missa Barcelona, e as evidências encontradas em vários manuscritos musicais, entre eles o Llibre Vermell de Montserrat, indicam uma forte dependência da França. O principal centro de cultivo foi o antigo reino de Aragão, que em sua origem fora um condado franco, e especialmente durante a segunda metade do século XIV, até o início do seguinte, a estética Ars subtilior foi bastante apreciada. Especialmente o rei João I era um ardoroso francófilo, e foi provavelmente para a sua corte que foi compilada a maior fonte de música Ars subtilior existente, o Codex de Chantilly. Essa hipótese não é um consenso, mas o conteúdo textual das peças do Codex traz muitas referências explícitas a personagens relacionados àquela corte, inclusive o próprio rei, e erros de transcrição do francês apontam claramente para um escriba espanhol.

## Fortuna crítica

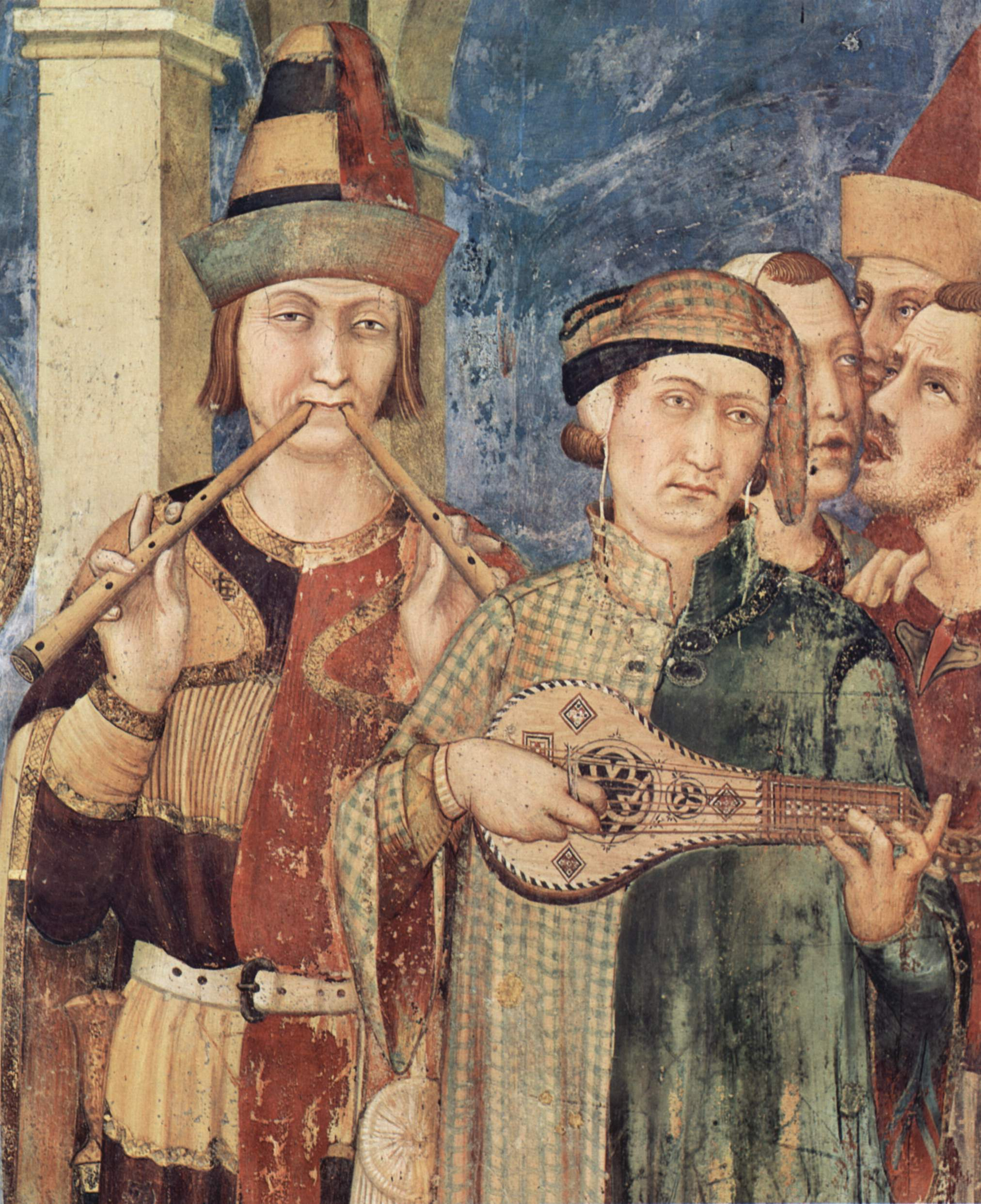
Simone Martini: Músicos com charamelas e um alaúde, em uma das Cenas da vida de São Martinho de Tours, 1322-1326. Basílica de São Francisco de Assis, Assis.

A estética Ars nova começou a desaparecer com o declínio da escola Ars subtilior e a migração do principal centro de atividade musical de Avinhão e Paris para a Borgonha no início do século XV, onde floresceu a Escola da Borgonha, considerada a primeira etapa da música do Renascimento. A notação Ars nova, contudo, continuou em vigor pelo menos até a metade do século XV, mas se o uso de proporções matemáticas ampliou as possibilidades de escrita e redefiniu a estética da música, terminou por exacerbar as ambiguidades da notação, criando por fim o resultado oposto ao desejado pelos teóricos, que havia sido o de clarificar a notação, e o que se produziu foi uma confusão inextrincável. Por exemplo, os sinais de adição ou subtração nem sempre eram uma indicação clara de em que quantidade a nota devia ser alterada, quando havia justaposição de tempos perfeitos e imperfeitos a unidade de medida básica tinha um valor indefinido, numa linha total de valores os valores relativos não podiam ser quantificados com exatidão, já que não era claro se as proporções cumulativas surgiam em cascata ou se referiam sempre ao valor inicial, e assim por diante. Com o crescimento exponencial de novas e complexas relações mensurais e com a igualmente desesperadora multiplicação de sinais para indicar essas relações, que variavam segundo as escolas regionais, as preferências pessoais dos compositores e as muitas tradições teóricas, em meados dos século XV o panorama notacional europeu já se tornara uma Babel, e foi necessário que surgisse um vulto capaz de unificar toda essa diversidade, Johannes Tinctoris. Além disso, as próprias bases filosóficas da música estavam passando por um processo de mudança e, por assim dizer, dessacralização. O mesmo Tinctoris, em seu tratado Liber de arte contrapuncti de 1477, sinalizou a mudança:
"Não esconderei o fato de ter estudado o que os antigos filósofos, como Platão e Aristóteles, assim como seus sucessores, Cícero, Macróbio, Boécio e Isidoro, escreveram sobre a harmonia das esferas. Visto que descobri que eles diferem em seus ensinamentos, voltei-me desde Aristóteles até o mais moderno dos filósofos, e nenhum deles me fez crer que as consonâncias musicais surgem do movimento dos corpos celestes, pois elas só podem ser produzidas por instrumentos terrestres".
Quando ele publicou este e vários outros tratados, a Ars nova já havia desaparecido, e permaneceria esquecida até o fim do século XVIII, quando na esteira do movimento romântico e do nascimento dos estudos medievalistas reapareceu um interesse pela música Ars nova, que foi estudada sem especificidade no contexto maior da música medieval por historiadores e musicólogos como Martin Gerbert, Charles Burney e Johann Nikolaus Forkel. Mas nessa altura o conhecimento das práticas medievais havia se perdido inteiramente, o instrumental usado naquela época havia desaparecido quase todo e o sistema notacional Ars nova ainda era para os românticos quase um completo mistério, e quando decifrado, a música resultante em boa parte não fazia sentido nem para os eruditos. Para eles o que as partituras diziam aparecia como impossível de ser cantado, e então se tentou reconstruir e rearranjar as composições aplicando-lhes arbitrariamente critérios modernos, o que deu margem a uma série de grandes equívocos. Progressos importantes foram feitos somente no início do século XX, quando vários pesquisadores puderam oferecer transcrições de um grande número de composições e Johannes Wolf publicou entre 1904 e 1905 seu Geschichte der Mensuralnotation, que disponibilizou pela primeira vez uma significativa coleção de peças do século XIV. Outra contribuição essencial foi a de Hugo Riemann, com seu Handbuch der Musikgeschichte, da mesma época, já fazendo uma distinção entre os estilos francês e italiano e reconhecendo a importância de Philippe de Vitry, chamando-o de o criador da Ars nova. Ambos os trabalhos lançaram os fundamentos da musicologia medieval, mas ainda pairava uma imensidade de dúvidas sobre todos aspectos da música da Idade Média e sua apreciação dela continuava contaminada por uma invencível tendência de analisá-la através da perspectiva estética e técnica das escolas clássica e romântica. A partir disso, editaram as composições mudando seus textos de lugar para se adequarem ao senso moderno de prosódia, os ritmos foram transcritos dentro de compassos padronizados, perdendo-se toda a percepção visual de suas sutilezas, as vozes superiores foram despidas de suas figurações rápidas, e o esqueleto restante estudado no contexto da harmonia vertical e das progressões harmônicas típicas do sistema de temperamento igual, obviamente levando a conclusões altamente desfavoráveis. Um trecho de outro estudioso, François-Joseph Fétis, é ilustrativo da resposta romântica à música medieval:
"Os monges Huchbald de Saint-Amand e Odon de Cluny, escrevendo no século X, são os primeiros da falar de diafonia e organum. Gradualmente as pessoas ficaram mais audazes e escreveram harmonias a três e quatro vozes que chamaram de trifonia e tetrafonia, mas, santo Deus, que raios de harmonia! Todo mundo sabe que as sucessões de quintas ou oitavas paralelas hoje são proibidas por causa do seu efeito duro e rude. Os ouvidos franceses de nossos ancestrais deviam ser mais endurecidos pelos gritos das batalhas do que os nossos, pois suas tetrafonias consistem em cadeias de quintas, quartas e oitavas que eram ouvidas ao longo de toda uma antífona ou litania. Ademais, eles se deleitavam tanto nessa cacofonia que aqueles que encomendavam missas cantadas voluntariamente pagavam seis deniers pelo prazer de ouví-las, enquanto que davam somente dois deniers pelas de canto gregoriano".
Outro, François-Louis Perne, disse sobre a Messe de Nostre Dame, de Machaut:
"Não há como negar que a harmonia de sua Missa não tem nenhum atrativo para um ouvido refinado. Seu efeito é duro e selvagem, a cada passo o som é traído por falsas relações, por quintas e oitavas paralelas que se sucedem aos saltos. Os fundamentos dessa harmonia são compostos nada mais nada menos do que por quartas, quintas e oitavas. Raramente aparece uma terça ou uma sexta para suavizar a dureza que resulta desse arranjo bizarro. Devemos acrescentar que o ritmo desta composição não é mais digno de nota do que sua harmonia. Assim os modernos devem julgar essas peças como monstruosidades. … Mas deve-nos surpreender a grandeza do gênio exigido para compor uma Missa inteira em quatro partes sem empregar nada além de quintas, quartas e oitavas, e formar em cada voz uma melodia similar ao cantochão principal".
As visões editoriais e estéticas de Wolf, Riemann e outros que seguiam os mesmos princípios se tornaram populares, a ponto de se criar uma noção de música medieval que era na prática um arranjo moderno para satisfazer os gostos modernos, um erro básico que originou por sua vez uma tradição fundamente arraigada difícil de superar mais tarde, que ecoa ainda nos dias de hoje, a despeito de seus numerosos equívocos já terem ficado patentes e terem sido corrigidos pela pesquisa mais atualizada.
Em torno de 1910-1920, Arnold Schering começou a desenvolver outra linha de abordagem, entendendo melhor o caráter contrapontístico e a linearidade horizontal da música medieval. Oportunamente, ele escreveu dizendo que "a atenção não está tanto no soar simultâneo das vozes, mas sim em seu desenvolvimento horizontal e em sua fluência natural umas ao lado das outras. Pois no tempo de Machaut os acordes não eram encadeados uns aos outros, mas livres, uma peculiaridade que aproxima sua música da música contemporânea". Na mesma época Rudolf Ficker expressava uma opinião semelhante, procurando contextualizar a prática musical contra o pano de fundo da sociedade da época, reconhecendo que as valorações estéticas mudam de acordo com os tempos e dizendo que o estudo da música medieval era uma chave para a compreensão global daquele período, ainda que ele fosse mais um elucubrador fantasioso sem grandes bases factuais; mesmo assim sua posição procurava respeitar a autenticidade histórica. Um passo adiante foi dado pouco mais tarde por Heinrich Besseler, que estava primariamente interessado no desenvolvimento das linguagens musicais harmônicas ao longo da história, e já dispunha de dados concretos muito mais ricos do que seus predecessores sobre onde trabalhar, além de depositar grande importância no estudo da história da performance e da interpretação como uma entidade autônoma dentro da musicologia, construindo uma interessante teoria da percepção da música medieval. Para Besseler a música medieval era antes de tudo um objeto funcional, a ser estudado no contexto da vida cotidiana, a não o produto de uma suposta "espiritualidade mística", como era uma opinião ainda comum nos anos em que escreveu, e assim, conhecer seus meios de produção era uma via de acesso à sua correta contextualização histórica e à sua compreensão em termos puramente musicais. Entretanto, analisando exemplos de música Ars nova, centrando seus estudos na evolução do pensamento harmônico, ele ainda tendia a interpretá-los através de uma óptica teleológica, vendo a Ars nova como uma fase inicial de uma arte em busca de uma maior sofisticação, e lendo-a através da técnica da progressão de acordes, mas seu diferencial em relação aos seus antecessores era que foi capaz de não apenas ter prazer na sua audição, mas teve também seu entusiasmo desperto, reconhecendo que estava diante de um estilo já íntegro e que possuía suas próprias leis. Enfim, ele pensava que para o ouvinte moderno ser capaz de apreciar a música da Ars nova em seu próprio direito, era preciso que se educasse em uma nova forma de percepção do fenômeno sonoro, abandonando os preconceitos românticos ainda prevalentes.

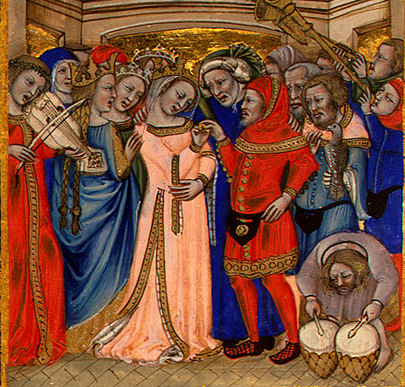
Niccolò da Bologna: Festa de casamento, c. 1350. National Gallery of Art, Washington D.C..

Logo depois da II Guerra Mundial outra contribuição importante foi dada nos Estados Unidos pelo emigrado alemão Willi Apel, trabalhando com a questão da notação das armaduras de clave e acidentes em sua tese de doutorado e em estudos posteriores, que foram em conjunto a primeira pesquisa substancial nessa área depois da publicação de Wolf no início do século, e supriram uma premente necessidade da musicologia norteamericana de seu tempo, que estava sendo rapidamente desenvolvida com o afluxo de vários musicólogos alemães e austríacos refugiados da guerra. Depois dele o terreno começou a se expandir, apareceram as primeiras gravações de peças de Machaut e sua obra integral foi editada, alguns outros compositores como Vitry também tiveram obras publicadas, mas não foi antes da década de 1960 que a música medieval começou a penetrar no repertório de concerto, até ali permanecendo ainda um domínio dos musicólogos e historiadores, e sua ressurreição definitiva se deveu em parte aos compositores contemporâneos, entre eles Igor Stravinsky, Peter Maxwell Davies, Olivier Messiaen e Harrison Birtwistle, que estavam tão à margem da grande corrente clássico-romântica quanto os medievais. Segundo Mark Delaere, eles perceberam o potencial subversivo tanto da música medieval quanto da contemporânea, que se tornaram então parceiras no "crime" de tentar fundar uma contracultura. Para os novos músicos, as inovações da Ars nova soavam tão radicais quanto as propostas da sua própria vanguarda, libertando a notação, o pensamento e a linguagem musicais, especialmente o contraponto, das amarras dos seus respectivos períodos precedentes, substituíram esquemas antes tidos como universais por procedimentos com capacidades novas aparentemente infinitas, e da mesma forma ambas as liberdades totais tiveram de ser organizadas em esquemas limitantes como o isorritmo e o serialismo. Identificando essas similaridades, tornou-se natural que vários dos novos compositores passassem a fazer uso de recursos inspirados na Ars nova para suas próprias composições e fizessem arranjos de peças medievais para serem executados por grupos de música de vanguarda, e nos anos 1970 concertos com peças antigas e modernas no mesmo programa se tornaram comuns. O que lhes parecia mais atraente, em termos práticos, era a maneira pela qual os compositores Ars nova lidavam com o ritmo como um componente relativamente autônomo e como o relacionavam com os intervalos e as proporções matemáticas. De fato, Ernst Krenek apontou os esquemas rítmicos e proporcionais da Ars nova como uma inspiração direta para o nascimento do serialismo.
Atualmente situação da Ars nova na cena musical internacional é em geral muito favorável. Já existe uma grande discografia qualificada circulando, os concertos exclusivamente devotados a ela também são numerosos, e as publicações teóricas se multiplicam, evidenciando que o seu estilo e suas concepções estéticas exercem um grande apelo para o público de hoje, tanto de especialistas como de leigos. Mas apesar desse avanço considerável, ainda permanecem muitos aspectos obscuros no conhecimento moderno das práticas musicais daquele tempo, refletindo-se tanto no terreno da decifração da notação como na editoração e interpretação prática daquele acervo musical, a ponto de Theodore Karp dizer que a disciplina ainda está na sua infância. Contudo, alguns críticos não sustentam uma opinião muito favorável sobre ela e refutam seus pressupostos. Joscelyn Godwin acusou os compositores e teóricos da Ars nova de se inserirem numa corrente de desespiritualização da música e de erguerem seu edifício conceitual sobre bases vazias de vitalidade verdadeira, consistindo em suma apenas num modismo irrelevante alheio aos interesses mais profundos do ser humano. John Winsor, em seu ataque à música contemporânea, aproveitou para criticar a música Ars nova chamando-a, como à outra, de equivocada, e dizendo que os seus compositores se perderam em intrincadas arquiteturas rítmicas, de apelo essencialmente textual, intelectual e matemático, sem  um princípio organizador sólido, e pela sua complexidade excessiva excluíam o ouvinte da participação, além de eles serem incapazes de estabelecer um contexto estável para a criação de estruturas complexas de valor perene, vendo em suma a produção Ars nova apenas como uma curiosidade histórica. Mas declarações como estas são minoritárias, e a maior parte da bibliografia assinala o caráter dinâmico e inovador da Ars nova, reiterando a importância de sua reforma do sistema notacional e vendo seu espírito de pesquisa como a marca de um dos períodos mais movimentados e interessantes da história da música do ocidente, que em pouco mais de um século foi capaz de mudar radicalmente um panorama conceitual, metodológico, formal e estético que permanecia mais ou menos imóvel há mil anos, sendo comparada muitas vezes à revolução da música moderna e contemporânea pela largueza e profundidade das inovações que introduziu.